# Apiculture

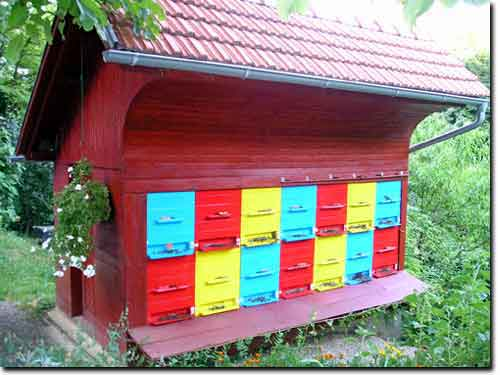
Rucher.

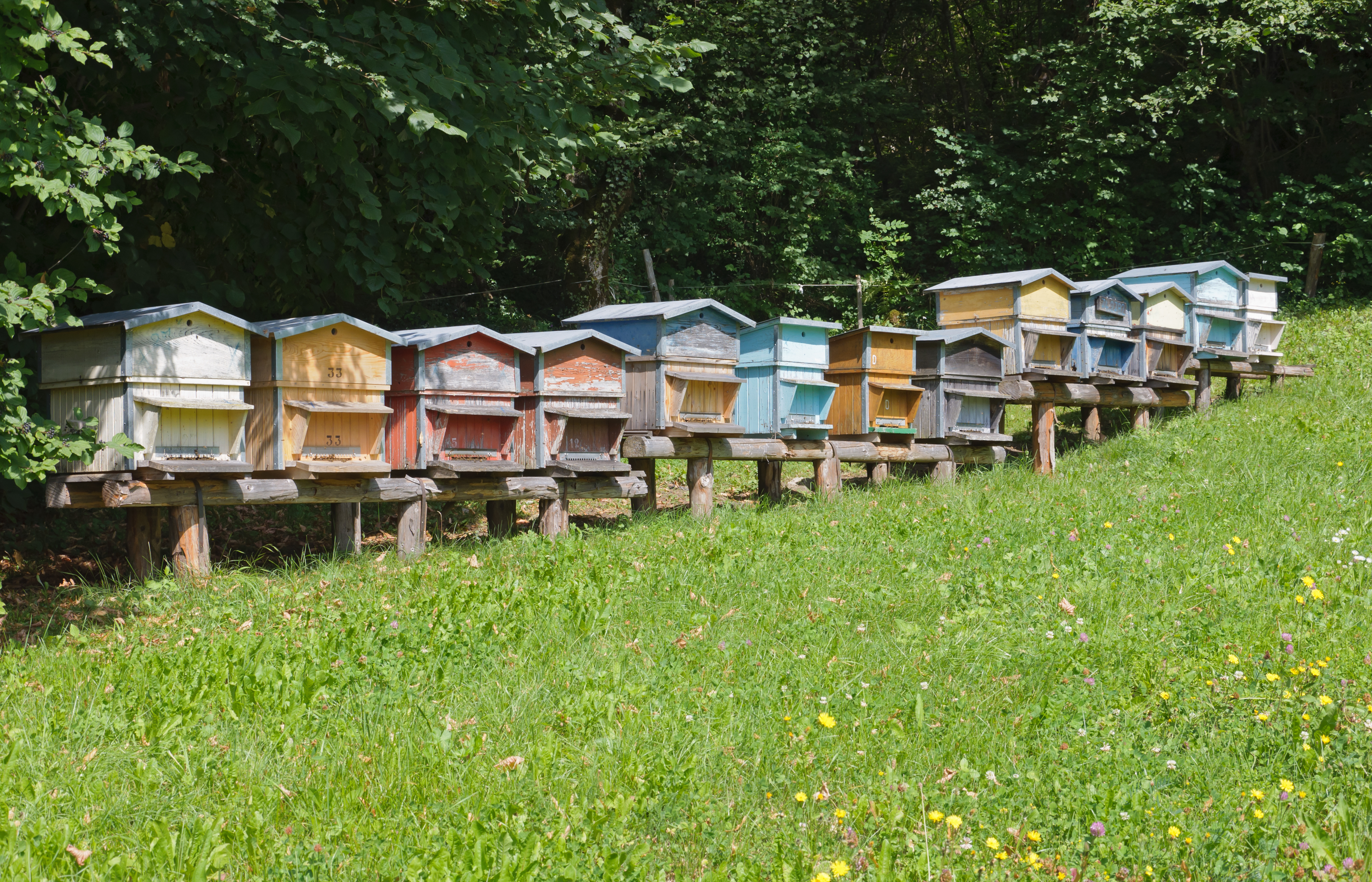
Des ruches en Haute-Savoie.

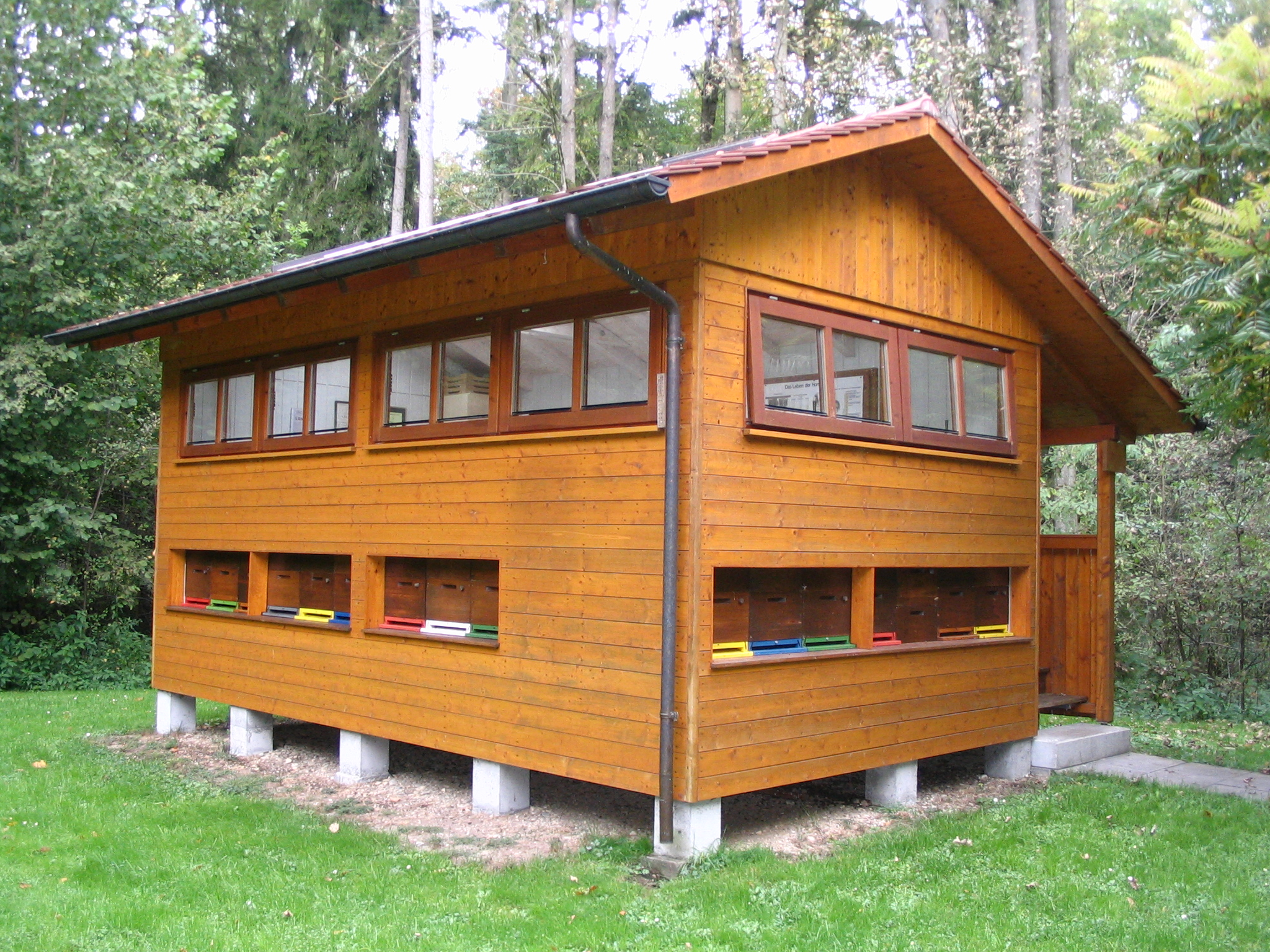
Rucher moderne.

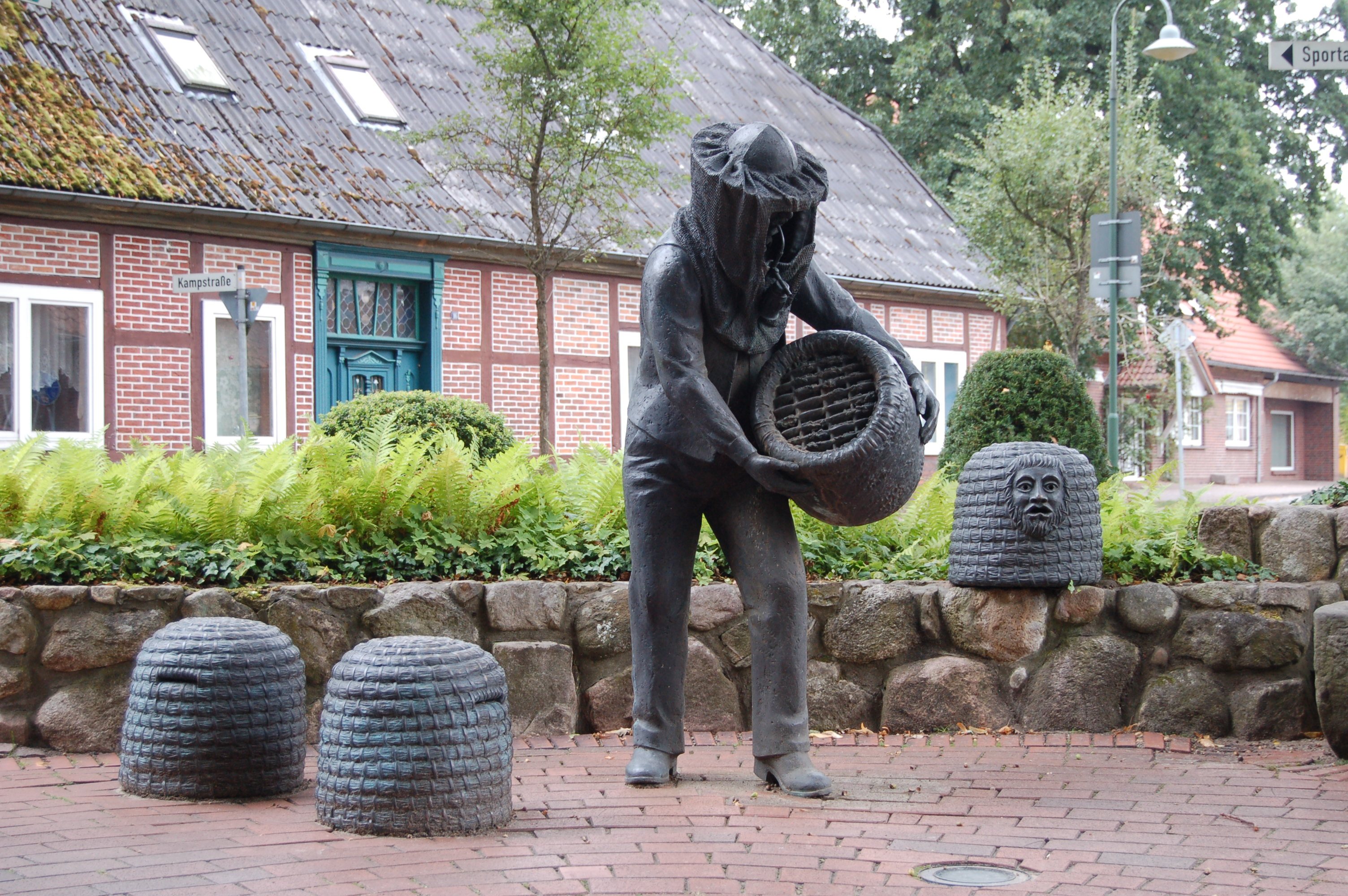
« Un apiculteur et ses abeilles »; œuvre de Claus Homfeld.

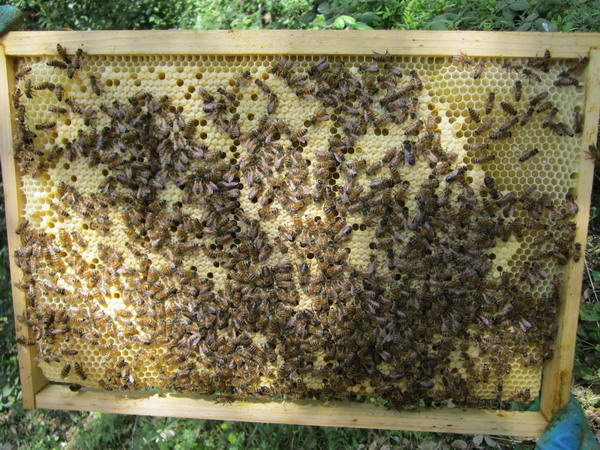
Cadre recouvert d'abeilles, extrait d'une ruche par un apiculteur.

L'apiculture est une branche de l’agriculture qui consiste en l’élevage d’abeilles mellifères pour exploiter les produits de la ruche, principalement du miel mais également la cire, la gelée royale, le pollen et la propolis, voire le venin d’abeille. L’apiculteur doit procurer au rucher protection, des soins, et veiller sur son environnement.
Pratiquée sur tous les continents, cette activité diffère selon les variétés d’abeilles, le climat et le niveau de développement économique. C’est une activité où se rencontrent encore aujourd'hui des méthodes ancestrales comme la récolte du miel par pressage des rayons, mais aussi des technologies plus modernes comme l'extraction par centrifugation, l’insémination artificielle, ou la géolocalisation d'abeilles équipées de microréflecteurs radar.

## Histoire

Première représentation iconographique d'une chasse à l'abeille mésolithique (Espagne).

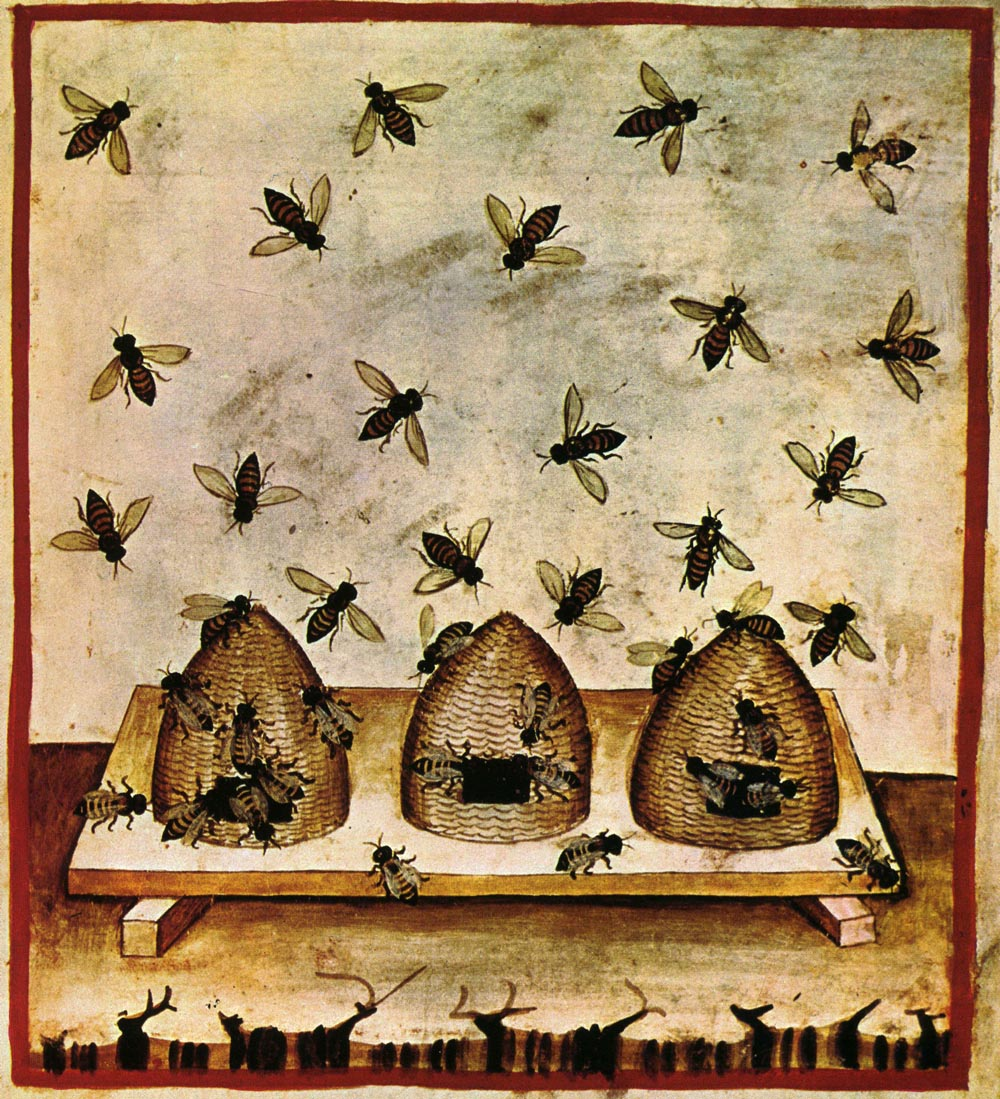
Ruches représentées dans le tacuinum sanitatis.

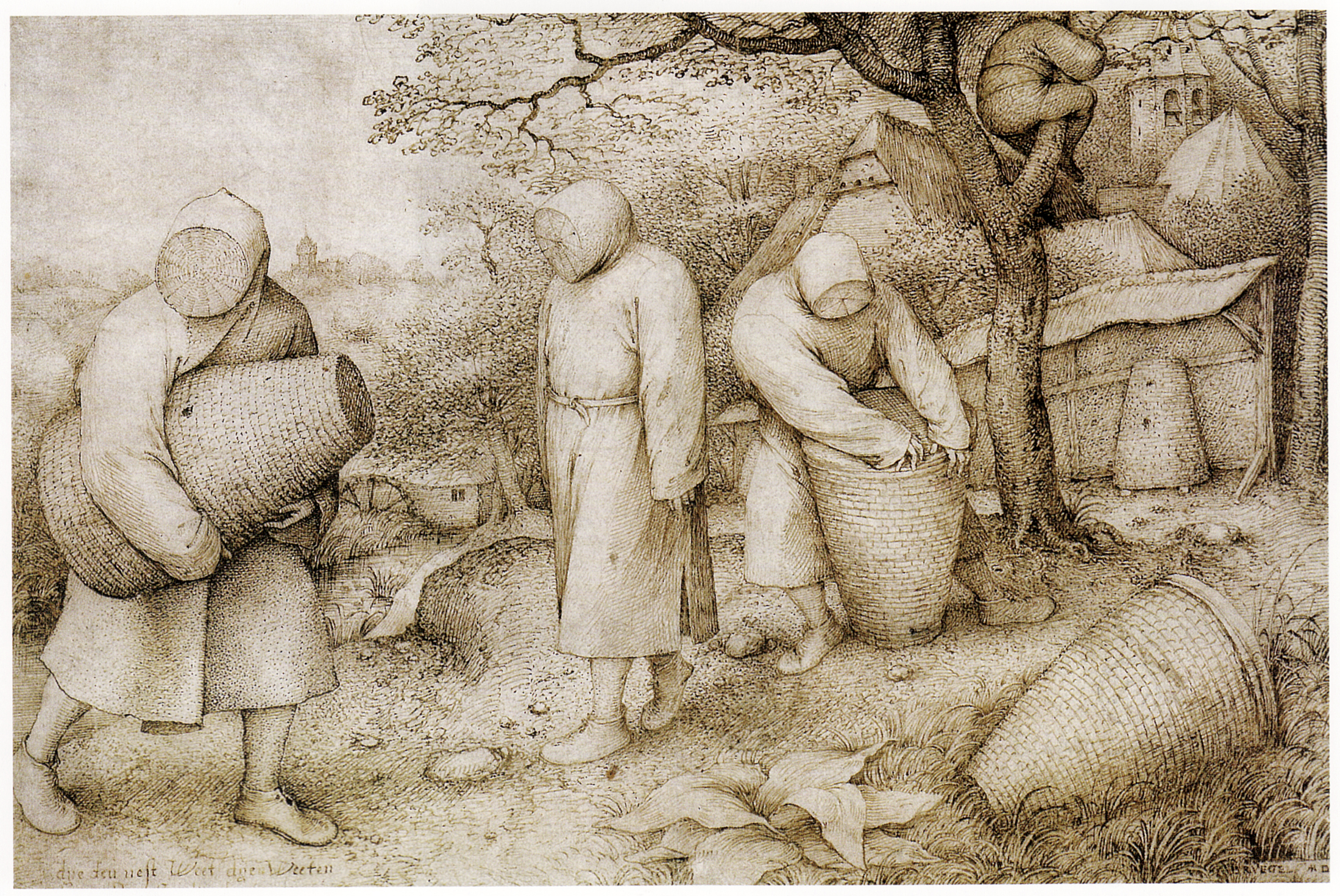
Les apiculteurs, dessin de Bruegel, 1568.

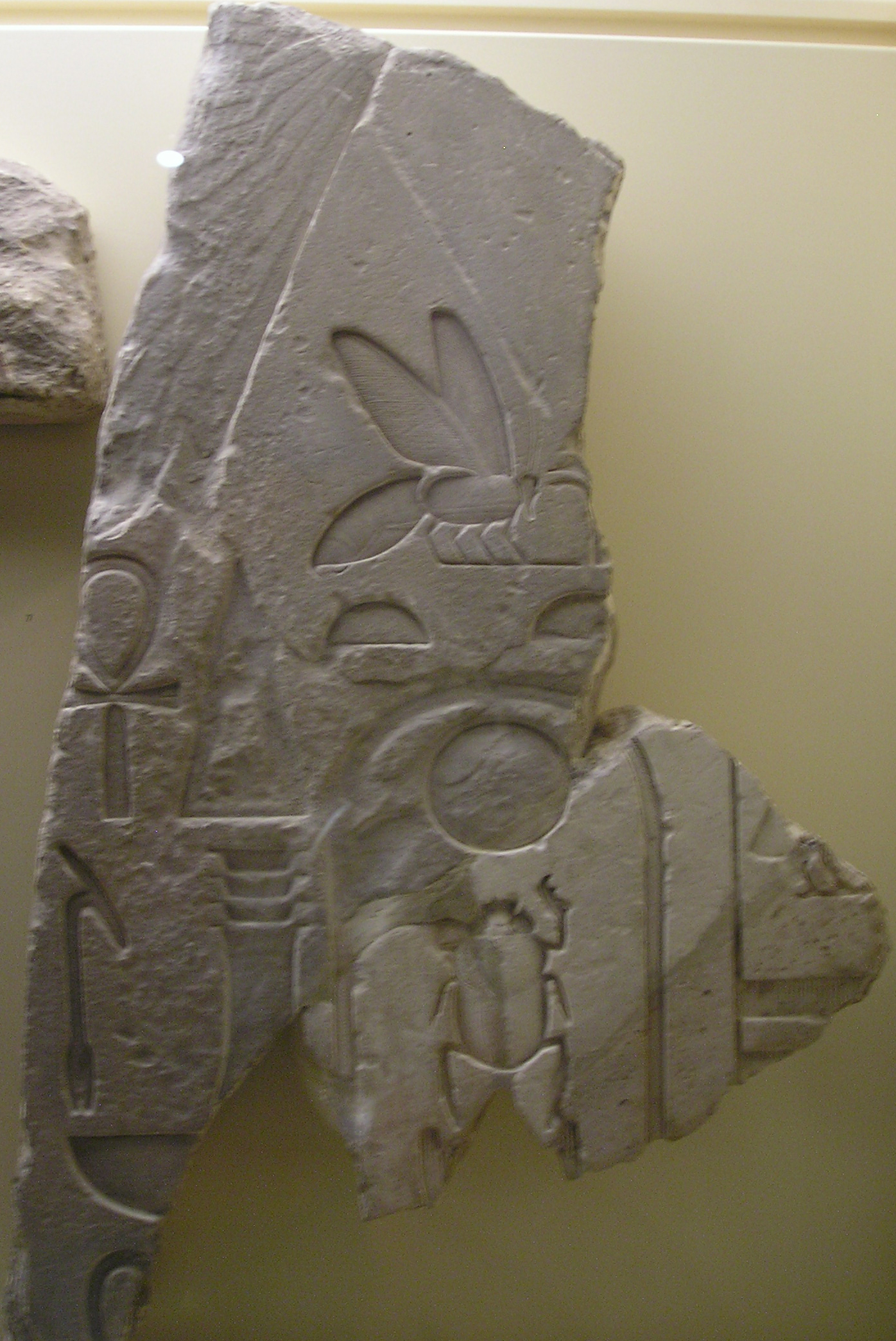
Nom de Nesout-bity ("nom de couronnement"), littéralement « celui qui gouverne au jonc et à l'abeille », symbolisant dans l'ancien empire d'Egypte les peuples de la haute et basse Egypte.

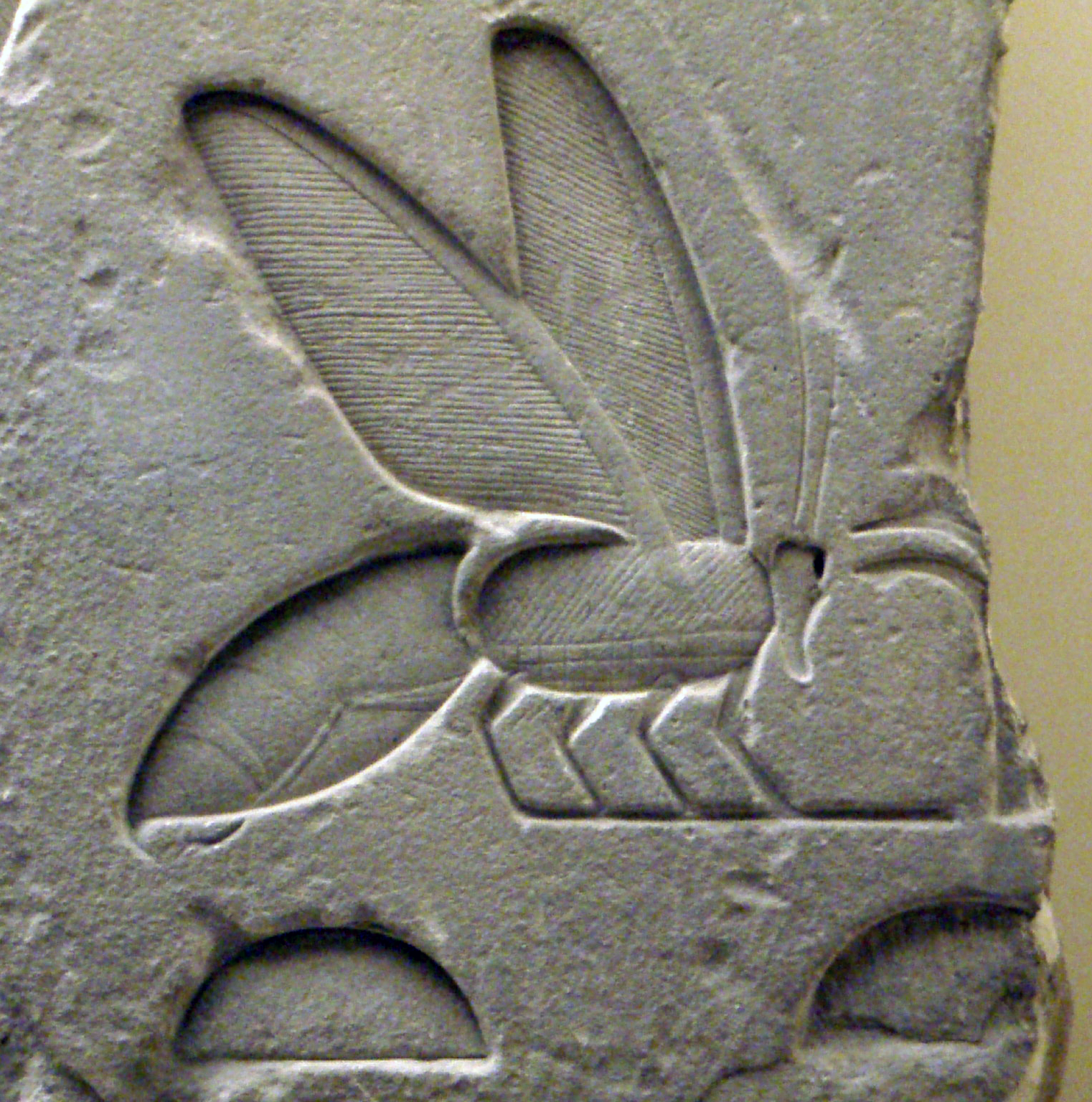
Agrandissement.

L’abeille était déjà présente sur Terre il y a soixante millions d'années : des fossiles à l’aspect identique aux abeilles actuelles ont été mis au jour. Cette longévité est le résultat de l’adaptabilité exceptionnelle de cette espèce : le comportement de l’abeille est régi par des facteurs innés, et par son adaptabilité aux conditions d’environnement. Des recherches récentes laissent à penser qu'il n'y avait pas d'abeilles au-dessus du 57e parallèle nord (soit environ le Danemark et l'Angleterre actuels) en Europe à l'époque du Néolithique (entre 9000 et 3000 av. J.-C.).

### Préhistoire

#### La récolte du miel des abeilles sauvages
La consommation de miel et sa récolte (qu'il faut distinguer de l'apiculture proprement dite), remontent à la Préhistoire. Des peintures rupestres représentant des scènes de collecte de miel montrent que les hommes préhistoriques utilisaient des échelles et pratiquaient l'enfumage. 
À cette époque, la récolte du miel a souvent pour conséquence la destruction de la colonie, comme le montre la première représentation d'une chasse à l'abeille, décrite en 1924 par l'archéologue Eduardo Hernández-Pacheco y Estevan : il s'agit d'une peinture rupestre mésolithique (quatre à sept mille ans) trouvée en Espagne dans la cueva de la Araña (grotte de l’Araignée), près de Bicorp (province de Valence). On y voit deux cueilleurs de miel, le premier au sol, le second grimpant sur une sorte d'échelle de lianes ou de corde avec un panier pour recevoir sa récolte, la main plongée dans un tronc d’arbre ou une anfractuosité de rocher à la recherche de rayons de miel. Autour de lui des abeilles en vol sont grossièrement représentées.

#### Débuts de la domestication
La plus ancienne attestation de la domestication des abeilles est un bas-relief égyptien datant de près de 4 500 ans, situé dans le temple solaire d'Abou Ghorab, où l'on voit représentés des ruches et des apiculteurs. 
On ne sait pas précisément quand la domestication a eu lieu, mais elle a vraisemblablement été consécutive à la sédentarisation de l'homme au début du néolithique, aux alentours de 9 000 ans av. J.-C.
La plus ancienne ruche est probablement issue du prélèvement d’un tronc d’arbre creux contenant un nid d'abeilles. Ce tronc, rapporté de la forêt, permettait d'avoir des ruches près des habitations. 
Plus tard, avec la maîtrise des techniques d'enruchage (soit l'action de peupler d'abeilles une ruche), apparaissent les premières ruches artificielles, fabriquées comme des paniers à partir de matériaux végétaux. 

#### Traces archéologiques de miel et de cire
Des preuves archéochimiques d'utilisation de miel et de cire d'abeilles sauvages ont été récemment recherchées en analysant environ 6 400 poteries en argile trouvés au Proche-Orient, en Europe et en Afrique du Nord. 
On a ainsi retrouvé les plus vieilles traces de cire d'abeille dans des poteries datées de 7000 av. J.-C., trouvées en Anatolie, notamment sur les sites de Çayönü Tepesi et de Çatalhöyük, près de Konya. Elle était peut-être utilisée pour rendre les pots étanches, ou - ce qui est probablement le cas à Çayönü Tepesi, puisque les traces sont mélangées à de la graisse animale - pourrait être des résidus de nid d'abeilles entretenus pour produire du miel afin de sucrer les aliments.
En dehors de l'Anatolie, les traces les plus anciennes de cire d'abeille ont été retrouvées dans les Balkans, notamment dans des poteries trouvées sur les sites de Paliambela Kolindros près de la ville grecque de Katerini (4900-4500 av. J.-C.), Măgura Uroiului près de la ville roumaine de Simeria (5500-5200 av. J.-C.) et Drenovac Turska Česma (actuelle Serbie), soit environ 1 500 ans plus tôt qu'on ne le pensait avant cette étude. On en a aussi trouvé en Pologne et en France, dans des sites chasséens du IVe millénaire av. J.-C. (abri de Font-Juvénal à Conques-sur-Orbiel, Chassey-le-Camp et Bercy) ainsi qu'à Clairvaux-les-Lacs.
Des traces de cire d'abeille ont été retrouvées dans des poteries jusqu'au Danemark, ainsi qu'en Angleterre (mais pas en Écosse, ni en Irlande ni en Scandinavie), à une époque où cette région constituait probablement la limite nord de l'aire de répartition de l'abeille.

### Antiquité

#### Égypte et Mésopotamie
L’apiculture est courante dans l'Ancien Empire égyptien du XXIVe siècle av. J.-C. Des représentations ont été mises au jour dans la « chambre des saisons » du temple solaire du roi Niouserrê à Abou Ghorab (Égypte antique), où l’on voit des scènes montrant l'enfumage, l’extraction et la conservation du miel. Il s'agit du plus ancien témoignage graphique d'abeilles domestiquées et élevées. Des pots de miel aujourd'hui entièrement cristallisés ont été retrouvés dans des sépultures[réf. nécessaire].
De nombreuses sources diffusent la légende urbaine d'un « miel des pyramides » ou « miel des pharaons », datant de deux mille ans et potentiellement toujours comestible,,. S'il est avéré que des pots à miel ont été retrouvés dans la tombe de Toutankhamon découverte en 1922, leur contenu avait depuis longtemps disparu. D'autres récipients retrouvés lors de fouilles contenaient des substances qui pouvaient ressembler à du miel à première vue. Des analyses postérieures montreront qu'il s'agissait de natron. Entretemps, la légende d'un miel « éternel », qui ne se périme jamais, était née.
L'utilisation en médecine et comme offrande religieuse, de cire et de miel importé (sans que l'on puisse déterminer s'il s'agit de miel d'abeille ou de datte), est attestée en Mésopotamie au IIe millénaire av. J.-C. Le gouverneur de Mari Shamas-res-ușur se posant en promoteur de l'élevage d'abeilles. Comme les Égyptiens ou les Mésopotamiens, les Hittites pratiquent l'apiculture ; pour preuve : les Lois hittites à Hattusa punissent vers 1300 av. J.-C. les voleurs de ruches,.
En septembre 2007, des archéologues découvrent à Tel Rehov 30 ruches intactes datées de l'époque biblique en Palestine, entre le milieu du Xe siècle av. J.-C. jusqu'au début du IXe siècle. Leur production à cette époque est estimée annuellement à 500 kilogrammes de miel et 70 kilogrammes de cire.

#### Grèce antique
L’importance de la pratique apicole ainsi que la connaissance des pratiques d’apiculture dans le monde minoen et mycénien est bien établie. Les mondes minoen et mycénien utilisaient des ruches similaires aux ruches traditionnelles en pierre, en céramique ou tressées, des enfumoirs et d’autres pièces apicoles. L'apiculture est une activité agricole importante dans la Grèce antique, notamment en Attique. Aristote, dans son Histoire des animaux, premier traité d'apiculture, décrit la forme hexagonale des cellules des ruches qui ont à leur tête une abeille-roi, à la fois mâle et femelle et des abeilles de différentes tailles et anatomies. Il considère que les abeilles n'ont pas de sang. Démocrite est le seul à considérer qu'elles ont des viscères, trop petits pour être vus à l'œil nu.

#### Rome antique
Il existe plusieurs traités d'apiculture, dans la Rome antique.
Pline l'Ancien décrit avec précision certains modèles de ruche mobile, en osier ou en liège (apiarium), manipulée par un esclave apiculteur, l’« apiarius ».

Le poète latin Virgile y consacre le quatrième chant de ses Géorgiques, évoquant notamment la légende d'Aristée et de ses ruches. Il y associe l'horticulture, réduite aux fleurs mellifères. Il présente les abeilles comme un monde idéal, le sommet de la hiérarchie des êtres animés, les comparant sans cesse au monde des hommes mais aussi des dieux « dans la mesure où le miel qu'elles produisent est une nourriture alchimique par excellence (produite produite par transformation de la fleur par l'animal) ». Ses descriptions se montrent d'ores et déjà concrètes et didactiques :
D'abord il faut chercher pour les abeilles un séjour et une habitation où les vents n'aient aucun accès (car les vent les empêchent de porter leur butin chez elles) [...]. Les ruches elles-mêmes, ou formées d'écorces creuses, ou tissées d'osier souple, doivent avoir d'étroites ouvertures : car, sous l'influence du froid, l'hier condense le miel , et la chaleur le liquéfie et le fond.

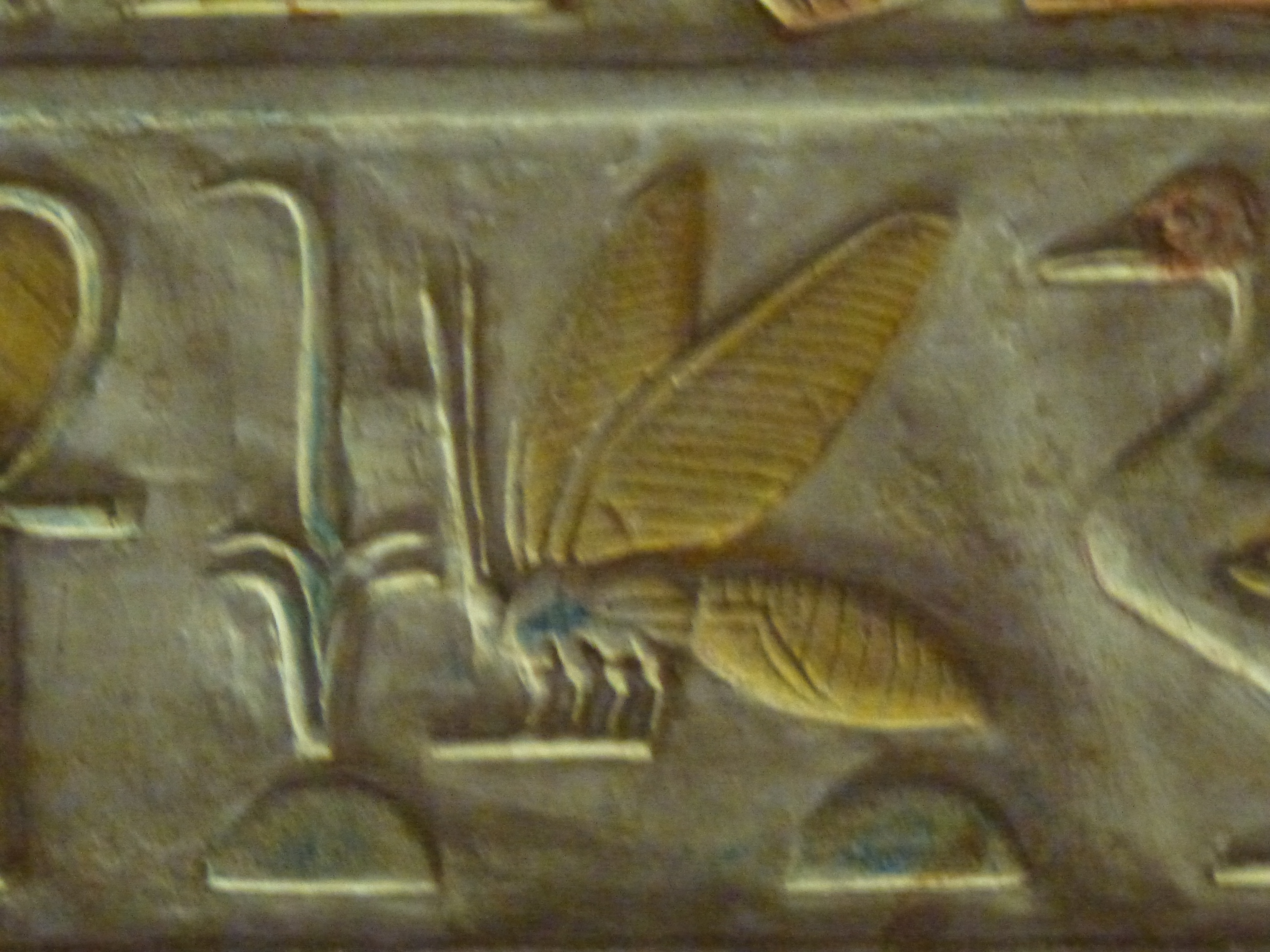
Les représentations de l'abeille et du jonc sont omniprésentes sur les monuments en Egypte antique.
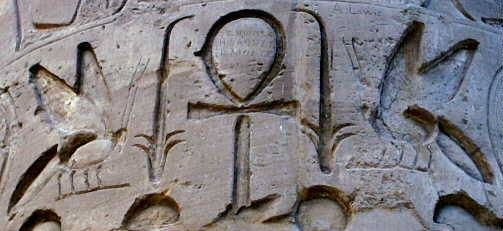
L'abeille et le jonc (les peuples de la haute et basse Egypte) unis par la clé de vie.

### Moyen Âge
Des modèles de ruches en planches sont courants dans l’Antiquité, ainsi que des ruches tressées, et en céramique : elles sont d’abord faites de baguettes de bois entrecroisées, étanchéifiées avec un mélange de bouse de vache et de cendres. Les ruches en paille tressée, plus tardives, sont mentionnées pour la première fois dans une ordonnance de Charlemagne, datée de 799, le Capitulaire De Villis. La récolte dans ces ruches est pratiquée par étouffage total ou partiel de l’essaim, ou encore par la taille de rayons, ce qui entraîne sa mort, ou son affaiblissement.

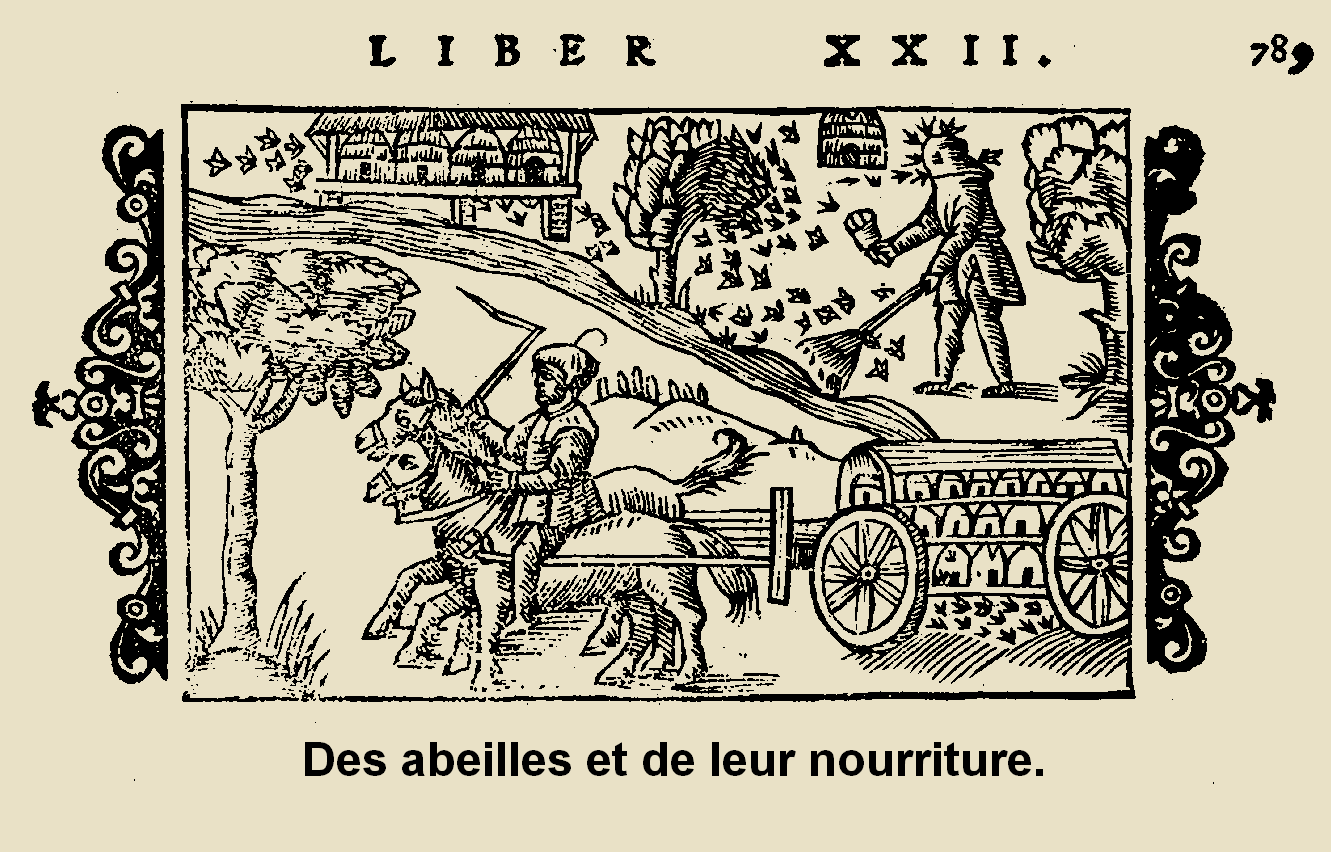
Déplacement des ruches en Scandinavie, 1555.

Au Moyen Âge, l'élevage de « mouches à miel » se développe particulièrement dans les monastères ou en forêt par des communautés paysannes ou des agents forestiers, les « bigres », le prélèvement d'essaims, de ruches, de miel ou de cire constituant des redevances féodales, l'abeillage. Parallèlement à l'essaimage naturel, la transhumance des ruches est pratiquée lorsqu'un lieu floral était entièrement exploité (image de gauche, datant de 1555).

#### Observations et ouvrages érudits du Moyen Âge mentionnant les abeilles ou le miel
Plusieurs savants du Moyen Âge étudient ou font référence aux abeilles et au miel.

Dès le XIIe siècle, la religieuse Hildegarde de Bingen, experte en sciences naturelles, compose plusieurs ouvrages de médecine naturelle redécouverts à la fin du XXe siècle. Ses écrits s'appuient sur l'observation, comme dans le Livre des subtilités. Elle y répertorie l'abeille dans les petits volatiles, la distinguant des bourdons :
L'abeille vient de la chaleur du soleil. Elle aime l'été, elle a une chaleur rapide et ne supporte pas le froid.
Jacques de Vitry est un ecclésiastique catholique des XIIe et XIIIe siècles. Évêque de Saint-Jean-d'Acre en Terre sainte, par ailleurs historien et auteur, il publia une Histoire des croisades. S'il évoque un miel issu du règne végétal (obtenu en pressant des cannes à miel, décrites comme une sorte de roseaux), il souligne toutefois la différence avec le miel issu d'abeilles :
Quant au miel sauvage des abeilles, les moines en trouvaient très souvent et en grande quantité dans ce même désert [du Jourdain].
Au milieu du XIIIe siècle, le théologien et encyclopédiste bruxellois Thomas de Cantimpré publie son œuvre la plus importante, le Bonum universale de apibus, un ouvrage rempli de recommandations, d'allégories, d'histoires édifiantes et merveilleuses sur de saints personnages de son pays, et dont la structure et la rédaction s'appuient — en partie — sur une allégorie de la vie des abeilles,, ainsi qu'illustré dès le début de l'ouvrage :
Que signifie le miel; si ce n'est la sincérité de la conduite et que signifient les fleurs si ce n'est le parfum de la bonne renommée ? S'il se regarde lui-même, le prélat doit avoir un bon témoignage de sa conscience, mais s'il regarde son prochain, il doit jouir d'une bonne renommée.
Albert le Grand, appelé « le docteur universel », est une des figures les plus érudites d’Europe au XIIIe siècle, s'intéressant, entre autres disciplines, aux sciences naturelles. Observateur de la morphologie des abeilles, il participa à leur classification.

### Renaissance
À la Renaissance, trois techniques principales sont pratiquées pour la récolte du miel : étouffage avec une mèche de soufre, transvasement d'une ruche vers une autre, prélèvement des galettes de cire sans se préoccuper du contenu des galettes.

### Époque moderne
Cette époque est d'abord illustrée par les noms de Jan Swammerdam, Giacomo Filippo Maraldi, Ferchault de Réaumur, John Hunter, François Huber et Lazzaro Spallanzani.
En Europe, l'exploitation intensive du miel date de la fin du XVIIIe siècle avec l’invention de la hausse qui permet de rendre la récolte de miel plus productive ; c'est à partir de ce moment-là que l'on peut commencer à parler d'élevage. En 1772, Jonas de Gélieu décrit la première ruche à hausse fonctionnelle dans sa Nouvelle méthode pour former les essaims artificiels. L’avènement de l’apiculture moderne se fait par l’invention du cadre mobile, mis au point en 1844, par le Dr Charles Paix Debeauvoys (1797-1863).
En Amérique du Nord, dès 1622, les premières colonies d'abeilles domestiques, apportées d'Angleterre, arrivent en Virginie avec les colons.
Au XIXe siècle, deux prêtres français, Jean-Baptiste Voirnot et Emile Warré  étudient les abeilles et leur élevage. Ils traduisent leurs observations et pratiques dans la construction de ruches, dont le modèle porte encore aujourd'hui le nom :
- la ruche Voirnot[36],
- la ruche Warré[37],

Par ailleurs, le frère Adam, moine bénédiction anglais de l’abbaye de Buckfast  dans le Devonshire a contribué aussi de façon exceptionnelle à l’apiculture en développant, par croisements, une nouvelle espèce d’abeilles encore présente dans le monde entier.

### Mayas

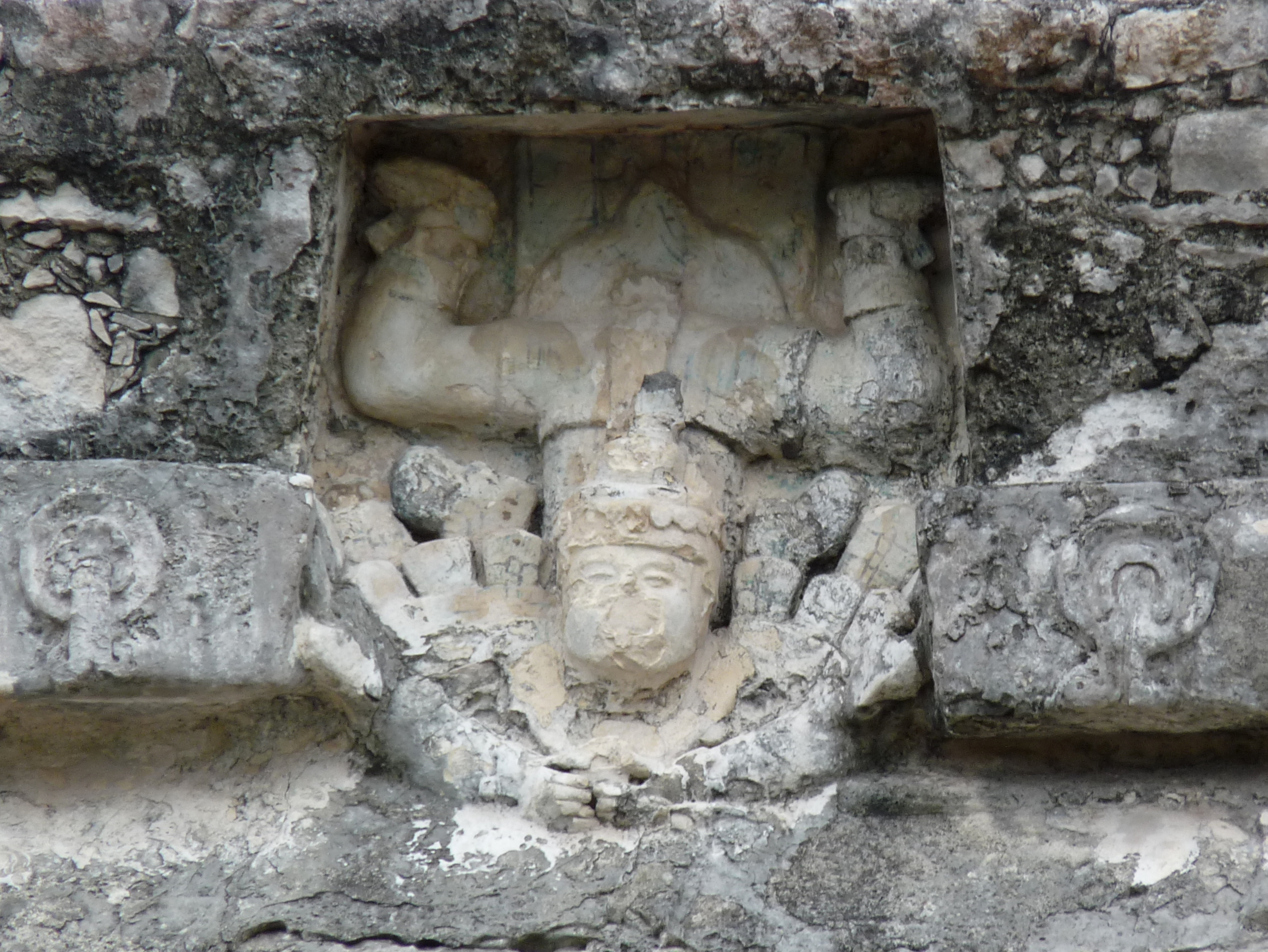
Bas-relief en stuc du temple du dieu descendant de Tulum, au Mexique.

Les Mayas vouent un culte aux abeilles et à leur dieu Ah-Muzen-Cab. Ils récoltent le miel des mélipones, abeilles sans dard, dans des ruches encapsulées dans un tronc creux ou dans des pots de terre adossés aux murs des maisons, méthode ancestrale toujours pratiquée malgré l'arrivée des Conquistadors au XVe siècle : ces colons espagnols et portugais importent en effet l'abeille européenne Apis mellifera plus productive, afin de fournir suffisamment de cire pour fabriquer les cierges en cire d'abeille pure pour les églises.
Les Mayas nommaient Melipona beecheii "Xunán kab", qui signifie littéralement la « vraie dame ».

## Vie de la colonie

### Races d'abeille mellifères
Les espèces mellifères sont principalement Apis mellifera et Apis cerana, ainsi que Meliponini, une espèce d'abeille sans dard que l'on rencontre dans en Amérique du sud et centrale. L'abeille et le bombyx du mûrier (ver à soie) sont les seuls insectes qu'on qualifie de domestiques. Il n'y a aucune différence physiologique entre les abeilles domestiques et sauvages ; c'est une question de terminologie. Une colonie domestique vit donc sous la protection de l'Homme, tandis qu'une colonie sauvage (on parle d'essaim même en dehors de la période d'essaimage) vit par ses propres moyens.
L’abeille est un hyménoptère, appartenant au genre Apis, qui comporte plusieurs espèces sociales, dont trois sont originaires d’Asie : Apis dorsata, Apis florea et Apis cerana. L’Apis mellifera (Linné) se rencontre en Europe, en Afrique, au Proche-Orient, et dans une partie de la Sibérie. Sa très grande extension géographique a produit des races aux caractères morphologiques et comportementaux variés. Amenée par les colons, l’Apis mellifera a étendu son aire à l’Amérique du Nord et à l’Amérique du Sud, à l’Australie et à la Nouvelle-Zélande.
Les races d’Europe les plus connues sont identifiées par des zones géographiques, séparées par des montagnes, infranchissables par les essaims. Elles y ont vécu à l’état indigène, avec peu de contacts extérieurs. L’abeille noire, Apis mellifera mellifera (Linné, 1758) occupait la plus grande partie de l'Europe, depuis la péninsule Ibérique, l'Espagne et le Portugal, la France, l'Angleterre et l'Allemagne, la Pologne jusqu'à la partie européenne de la Russie. L’abeille jaune italienne, Apis mellifera ligustica (Spinola, 1806) occupe la majeure partie de l’Italie. L’abeille carnolienne, Apis mellifera carnica (Pollmann, 1879), est originaire de Slovénie et d'Autriche. La caucasienne à longue trompe, Apis mellifera caucasica (Pollmann, 1889), vit principalement dans le Caucase et en Géorgie.
Des races métisses ont été créées par l'action de l'homme, volontairement ou non.
L’abeille Buckfast, créée par le Frère Adam est l’une des plus appréciées. Elle est le résultat d'un travail de croisements et de sélection combinés. Ces travaux, qui se sont étendus sur plus de 70 ans, et ont comporté plusieurs voyages d'étude, ont fait émerger une méthode reprise actuellement par plusieurs éleveurs européens, disciples qui continuent le travail du Frère Adam. Cette abeille est, à l'heure actuelle, la seule dont le pedigree soit publié sur l'internet. Cette généalogie, classée par éleveurs, remonte jusqu'en 1925.
Un autre exemple de métissage est celui de l'abeille dite africanisée. Elle est née en 1957, au Brésil, à la suite de l'importation d'Afrique de l'abeille Apis mellifera scutellata (Lepeletier, 1836), qui avait semblé mieux adaptée au climat tropical. Elle se croisa avec l'abeille créole, descendante des abeilles ibériques apportées par les conquistadores. Ce croisement, auquel les caractéristiques de vigueur et de prolificité conféraient un important avantage évolutif, envahit toute la zone tropicale et subtropicale des Amériques.
Au-delà de ces races ayant une dénomination déterminée, les abeilles forment des populations, ou races locales, dans chaque région, et elles ne sont pas formellement répertoriées. Le degré d'originalité de ces races, leur homogénéité ou leur degré d'hybridation sont peu décrits. La population d'abeilles d'une région est issue de son héritage, combinaison entre l'ancienne race locale, et les apports continus d'abeilles d'origine éloignée ou de souche sélectionnée, par le négoce des reines et des essaims, ou la transhumance et les migrations. Elle subit l'influence des conditions de climat ou de ressources locales, conjuguées aux pratiques plus ou moins extensives des apiculteurs.
Les caractères raciaux, morphologiques et comportementaux sont l’objet d'études de biométrie : leurs apports en apiculture sont importants car elles permettent de connaître l’influence des caractères génétiques sur les qualités d’une race d'abeilles.

### Évolution d'une colonie
Une colonie d’abeilles se compose d’une reine unique (femelle), de nombreuses ouvrières (femelles), d'un harem de faux-bourdons (mâles), et de couvain (œufs, larves, et nymphes). Une seule colonie occupe une seule ruche.
La population de la colonie varie suivant les saisons : elle est plus importante pendant les périodes où les ressources sont abondantes, de 30 000 à 70 000 individus, afin de faire le plus de récoltes possibles. Elle diminue en hiver, à six mille individus, afin de minimiser la consommation de provisions. Mais elle doit demeurer suffisamment forte pour relancer la colonie au printemps.
L'activité de la colonie est directement liée au climat et aux températures. En France, on distingue 4 phases distinctes :
- du 15 janvier au 15 avril : la colonie reprend progressivement son activité. La reine se remet à pondre de façon conséquente dès les premières arrivées de nectar et de pollen de la saison (noisetier, saule). L'apiculteur fait sa première visite de l'année généralement en mars quand la température dépasse 15 degrés. Si nécessaire, il apporte un complément alimentaire en donnant du candi.
- du 15 avril au 15 juillet : c'est la pleine saison pour la colonie.
  - La population est à son maximum pour récolter un maximum de nourriture.
  - La colonie bâtit les rayons dont elle a besoin pour développer son couvain et stocker ses réserves de miel.
  - Quand la place manque, une partie de la colonie essaime pour créer une nouvelle colonie.
  - Généralement vers le 15 juillet, les apiculteurs récoltent le miel stocké dans les hausses.
- du 15 juillet au 15 octobre : la population décline progressivement car les ressources en nourriture se font plus rares. Dans les régions disposant de ressources suffisantes, on peut procéder à une deuxième récolte en septembre (tournesol, bruyère)
  - La colonie doit faire face aux attaques des frelons asiatiques et des varroas. Les apiculteurs disposent des pièges contre le frelon et traitent les colonies contre le varroa grâce à des bandes acaricides appelées « lanières ».
  - Généralement, un nourrissement au sirop 50/50 est nécessaire pour compléter les réserves alimentaires de la colonie avant l'hiver.
- du 15 octobre au 15 janvier : c'est la saison morte pour la colonie. La population se resserre en boule sur quelques cadres pour faciliter le chauffage. L'apiculteur n'ouvre plus ses ruches pour ne pas les refroidir et protège au maximum ses ruches des intempéries (humidité, vent, froid) et des prédateurs qui peuvent pénétrer dans la ruche (rongeurs).

### Survie, reproduction et multiplication
En tant qu'insectes eusociaux, les abeilles ont un instinct de survie en tant qu'individus, mais aussi en tant que colonie. En première instance, le comportement des abeilles va toujours dans le sens de la sauvegarde de la colonie.

#### Reproduction des individus

##### Reproduction sexuée
En tant qu'individus, les abeilles possèdent un instinct de survie limité, et n'hésitent pas à se sacrifier pour défendre leur colonie (par exemple, elles piquent même si cela implique leur mort à court terme). Seules les reines (femelles) et les faux-bourdons (mâles) se reproduisent en tant qu'individus, par voie sexuée. Ce mode de reproduction favorise le brassage génétique. Mais les individus ne vivent pas très longtemps : moins d'un an pour les abeilles, et jusqu'à cinq ans dans le cas d'une reine.

##### Reproduction asexuée
Une reine est en outre capable de parthénogenèse, c'est-à-dire qu'elle peut pondre des œufs viables sans avoir été fécondée préalablement. Ces œufs non-fécondés font toujours naître des faux-bourdons (mâles) qui possèdent le même patrimoine génétique que leur mère.

##### Comportement de survie
Si sa reine meurt, une colonie est dite « orpheline », et son espérance de vie chute rapidement. Pour produire (au moins) une nouvelle reine, les ouvrières sélectionnent de jeunes larves fraîchement pondues (deux à trois jours au maximum), agrandissent leur cellule (« cellule de sauveté »), et les nourrissent exclusivement de gelée royale. On a longtemps pensé que la composition de la gelée royale était ce qui permettait à certaines larves de devenir des reines mais c'est en fait l'absence d'alimentation en pollen qui permet le développement supérieur des organes génitaux. La première reine née éliminera toutes les autres afin d'assumer seule la survie de la colonie. Ce comportement est exploité par les apiculteurs pratiquant l'essaimage artificiel.

#### Reproduction de la colonie

##### Essaimage naturel
Concernant la reproduction de la colonie, le terme de « multiplication » est plus approprié. La technique utilisée consiste pour une colonie à multiplier ses reines et à se scinder en colonies plus petites. La technique porte le nom d'essaimage.
Tandis que les reines se reproduisent de manière sexuée (accouplement avec les faux-bourdons), les colonies se multiplient par essaimage.

##### Apiculture et sédentarisation des colonies
En l'absence de l'homme, une grande partie de la colonie quitte l'emplacement initial, par essaimage. La partie sédentaire de la colonie est souvent assez faible, surtout dans le cas d'essaimages multiples, et de plus en plus affaiblie par les parasites (notamment à cause du non-renouvellement des cires). La mort de la colonie est suivie d'un nettoyage par les autres espèces, qui libère l'espace (tronc creux par exemple) et permet l'installation d'une nouvelle colonie avec construction à partir de nouvelles cires.
L'utilisation des abeilles à des fins de production, dans des ruches, requiert que la taille de la colonie reste suffisante. C'est une forme de sédentarisation des colonies, avec des pratiques apicoles qui lui sont associées.

### Alimentation de la colonie et ressources
Pour survivre et se reproduire, une colonie d’abeilles a besoin de ressources, qui lui proviennent essentiellement de la flore environnante. Les ouvrières s'emploient toute leur vie à récolter ces matières-premières (nectar de fleurs, pollen, propolis…) en vue de fournir à la ruche les matériaux qui lui sont nécessaires, et de produire de la nourriture. La qualité imputrescible du miel qu'elles produisent leur permet de le stocker sans pertes en vue des périodes moins propices (hiver dans l'hémisphère nord, saison sèche en Afrique).

## Pratiques et matériel apicoles
Les pratiques et le matériel utilisés diffèrent selon le type de ruche, la volonté de production (quels produits de la ruche et en quelles quantité), de conservation des abeilles ou de pollinisation.

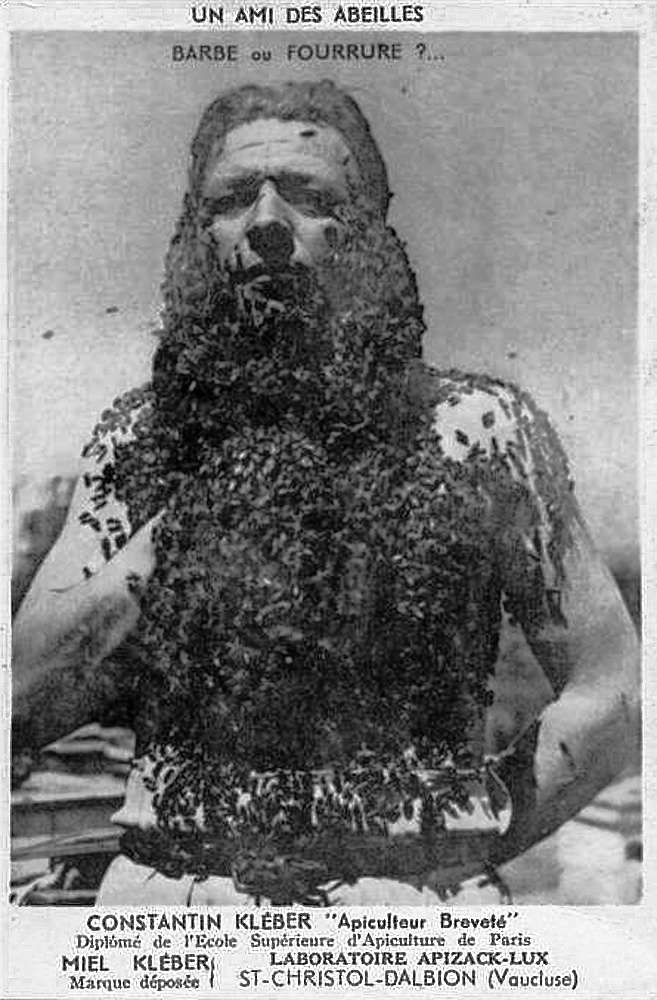
Constantin Kléber, apiculteur à Saint-Christol, sur le plateau d'Albion.

La conduite classique d’une colonie consiste principalement à veiller à l’état de la démographie des ruches afin d'optimiser la production et d'assurer la survie des colonies. Cela passe par la protection générale contre le climat et les intrusions, par le nourrissage et les traitements antiparasitaires.
L'apiculture est souvent associée à une observation de l’écosystème entourant les ruchers, avec la nécessité de certaines connaissances en botanique et entomologie.

### Types de ruche
Il existe différents types de ruches telles que les ruches naturelles, traditionnelles, horizontales ou verticales mais l'apiculture en France est essentiellement pratiquée avec des ruches modernes, ne nécessitant pas la destruction de la colonie. Par ailleurs à côté des ruches traditionnelles nous avons les ruches kényanes, les ruches vautier ainsi que les ruches langstroth.

#### Apiculture pastorale ou transhumante

##### Principe

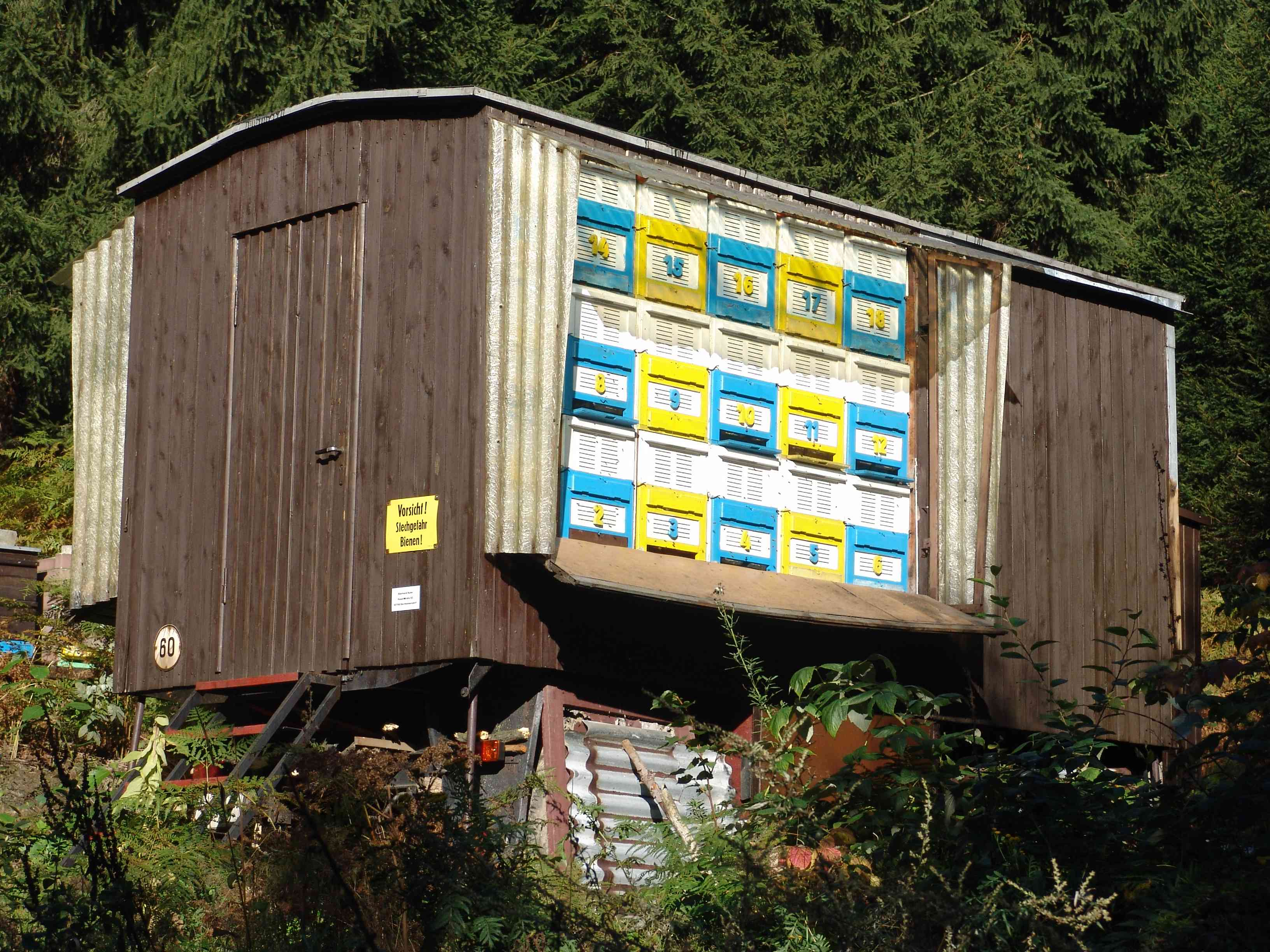
Rucher en roulotte, remorquable.

Le rayon d'action des abeilles se limite à 3 km, ce qui peut limiter la production d'un rucher quand la végétation ou la floraison sont limitées. L’apiculture pastorale est une apiculture qui consiste à déplacer les ruches de site en site, au gré des saisons et des floraisons. L'apiculteur essaie de suivre ces variations en commençant par les plaines et vallées bien exposées d’avril à juin, en rejoignant les floraisons plus tardives de montagne en juillet et août, pour finir par les récoltes de miellats de sapin, avant un retour en plaine pour l’hivernage. Le déplacement d'une ruche est possible à condition que la durée du voyage n'excède pas quelques jours, car les abeilles vivent sur leurs réserves lorsqu'elles sont confinées dans leur ruche. Pendant cette manœuvre, il faut enfermer les abeilles dans leur ruche afin qu'elles n'attaquent et ne fuient pas. La fermeture de la ruche se pratique normalement à la tombée de la nuit, lorsque les abeilles se trouvent toutes à l'intérieur.

##### Histoire
Très ancienne, cette technique était déjà pratiquée par les nomades, qui emportaient leurs ruches à dos d’animal. Sur le Pô (Italie) et le Nil (Égypte), les ruches étaient chargées sur des bateaux qui remontaient le fleuve vers des régions à miellées plus favorables. Aujourd’hui les ruches sont embarquées sur des remorques d'automobile ou de camion. Elles sont déchargées et mises en place dans le rucher pastoral, ou, pour limiter les manutentions, restent en place sur des remorques ou des véhicules aménagés à cet effet.

##### Écologie

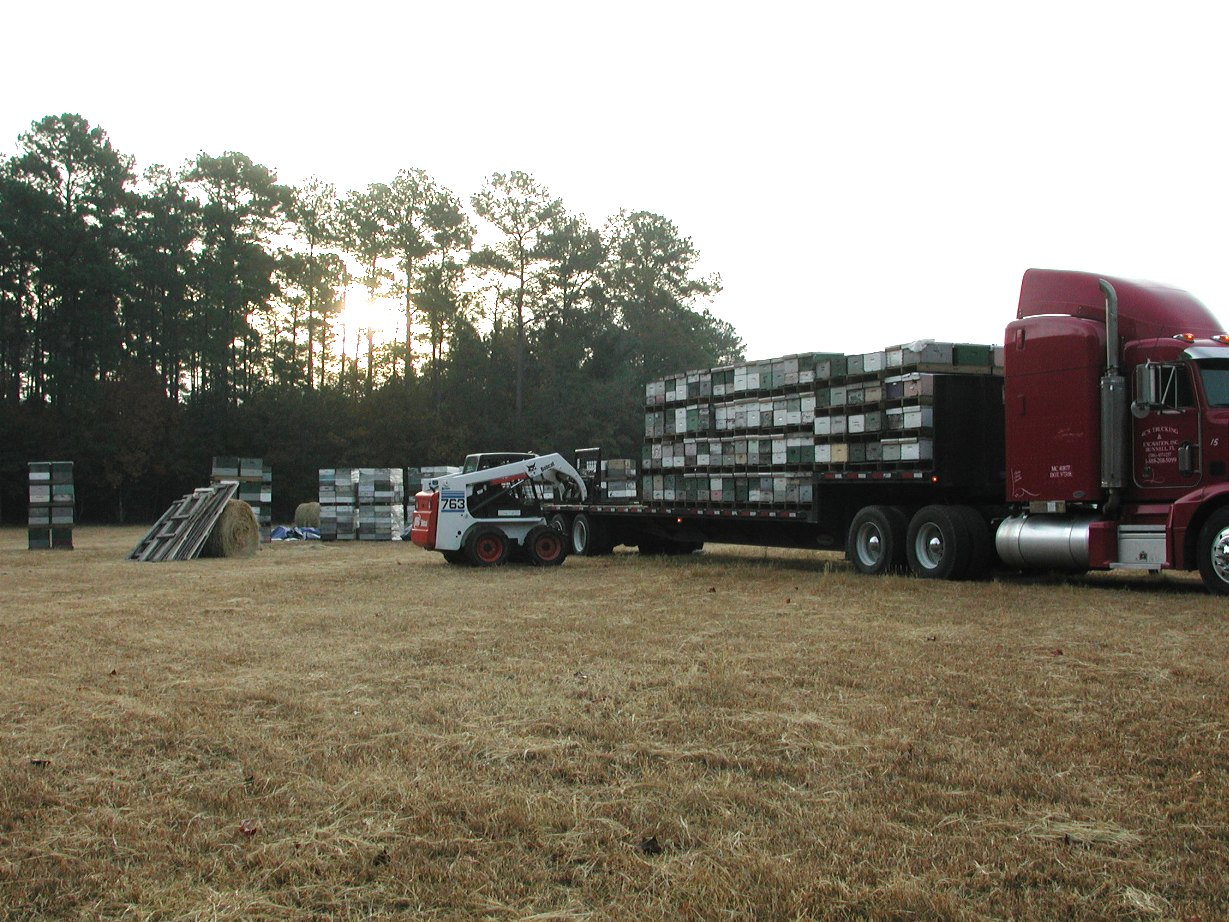
Chargement d'un camion de transhumance en Caroline du Sud.

L'essor des monocultures convient bien à ce genre de technique, puisque la floraison des arbres fruitiers n'est pas simultanée. De plus, les abeilles augmentent largement les rendements par le rôle qu'elles jouent dans la pollinisation. Toutefois, les zones d'openfields et d'agriculture intensive ont souvent perdu tout ou partie de leurs abeilles sauvages, car les floraisons synchrones et brèves ne permettent pas aux abeilles de se nourrir toute l'année. Dans certaines zones comme les plantations d'amandiers aux États-Unis, les arboriculteurs fruitiers manquent aussi d’abeilles. Les agriculteurs itinérants louent des ruches que des « locateurs d'abeilles » viennent disposer près de leurs champs ou vergers au moment de la floraison. Ils proposent des ruches d’Apis mellifera, et aussi d’abeilles moins productrices de miel mais plus résistantes et plus aptes à féconder les cultures, comme Megachile rotundata, introduite et naturalisée en Amérique du Nord, dite « découpeuse de la luzerne », et considérée comme le seul pollinisateur fiable pour la luzerne au Canada, bien qu'elle puisse véhiculer un champignon très pathogène pour la luzerne (Verticillium albo-atrum)). Les bourdons, jugés plus résistants et plus actifs à basse température (10 - 18 °C) que les abeilles. Les Bourdons, qui forment des colonies relativement petites, sont notamment préférés aux abeilles dans les serres artificielles, car celles-ci ne sont souvent pas assez vastes pour permettre l'essor d'une colonie d'abeille. De même que les abeilles, certaines espèces de bourdons semblent aussi en forte voie de régression.

##### Risques liés à la transhumance et la faible diversité florale
La transhumance est source de stress pour les abeilles, elle les rend plus vulnérables aux parasites et aux maladies, et pourrait diminuer leur capacité à fonctionner naturellement. Ces échanges facilitent aussi la propagation des maladies entre les ruchers. Dans la nature, on trouve au maximum trois à quatre ruches sauvages par kilomètre carré, qui « connaissent » leur environnement et bénéficient d'une alimentation très variée (pollen, nectar et miellats de milliers de plantes différentes), pour une production intensive de miel ou la pollinisation sous contrat c'est une à huit ruches par hectare qui sont déposées et ne peuvent se nourrir que d'une source alimentaire unique.

#### Apiculture urbaine

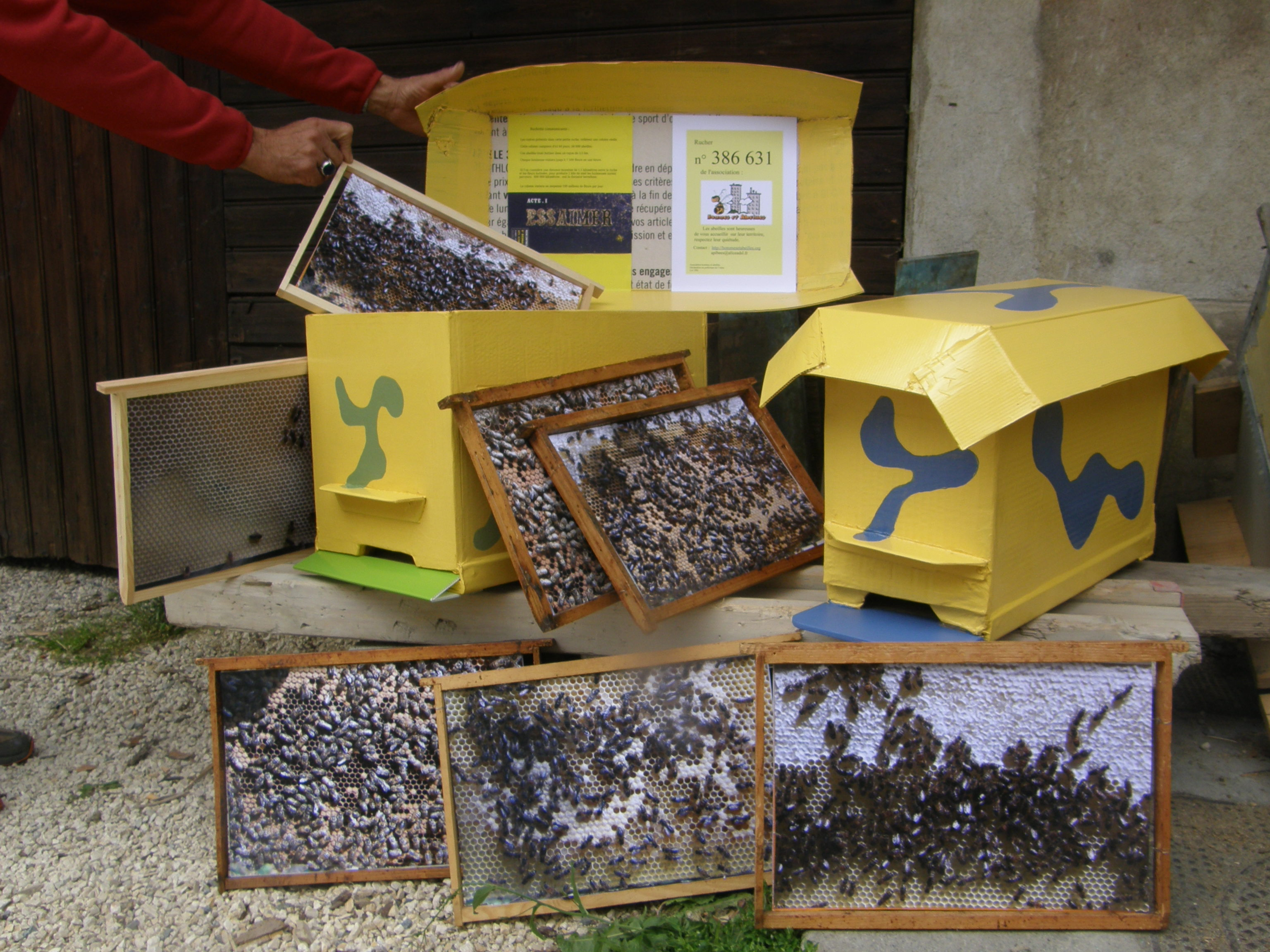
Ruches pédagogiques en carton de récupération.

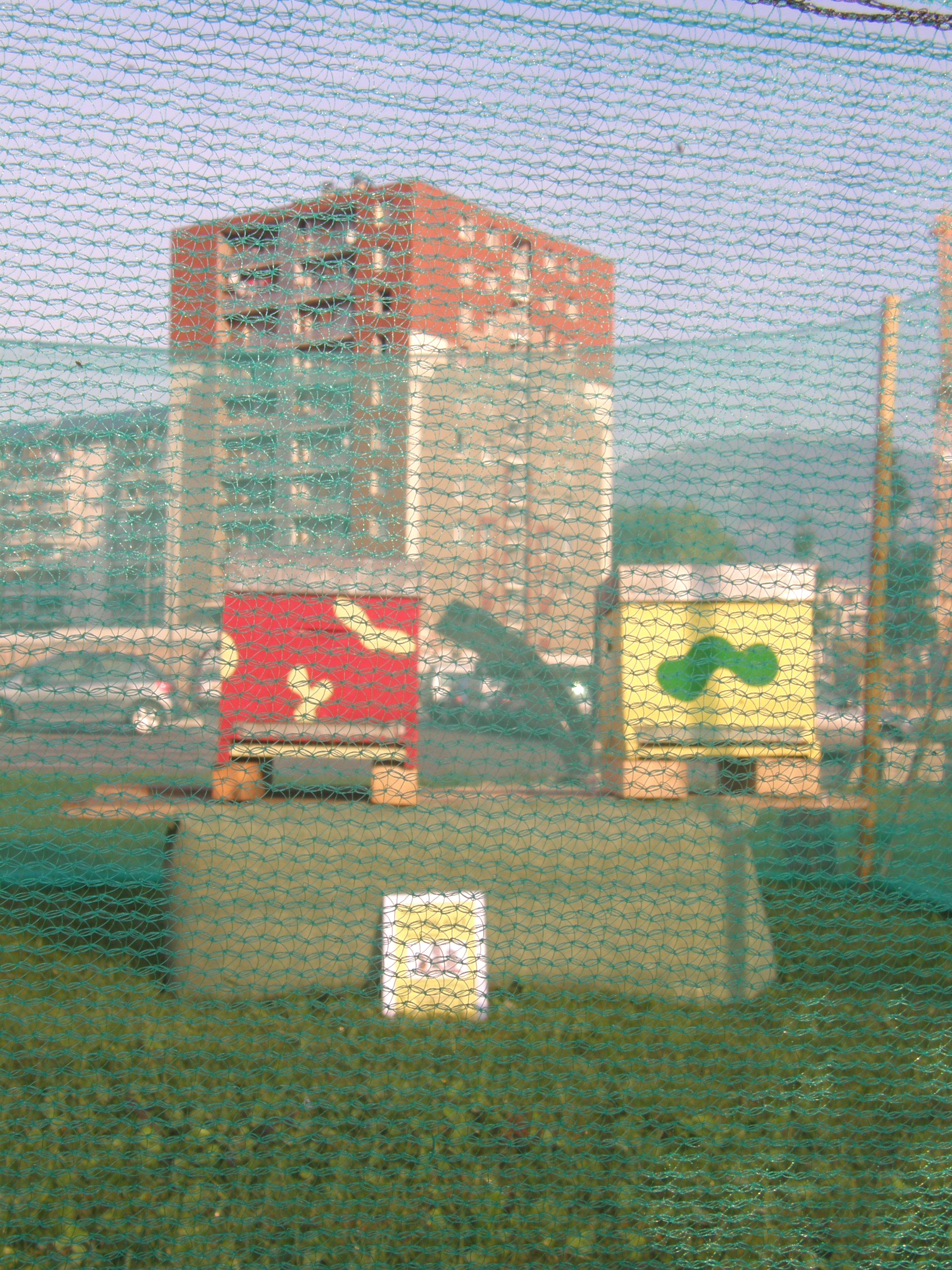
Rucher en ville, dans l’enceinte d’un collège près de Grenoble

L'apiculture urbaine est une forme d'apiculture apparue dans les années 2000. Cette technique présente l'avantage pédagogique de faciliter l'accès des étudiants aux ruchers (visites, observations, apprentissage). Il semblerait que les abeilles soient capables de s'adapter au milieu urbain sans rencontrer de grandes difficultés, mais l'accès à la nature (extérieur de la ville) reste une nécessité absolue, et il faut tenir compte du rayon d'action limité des abeilles (environ 3 kilomètres). Il y a donc moyen de pratiquer une apiculture sociale et ludique, mais la production de masse ne reste possible et entièrement favorisée que dans la pleine nature.
Des études approfondies tendent à montrer que le miel produit en ville n'est pas meilleur ou pire que celui produit dans la nature. La pollution, notamment, n'aurait donc pas d'impact sur la qualité du miel.
En France, l'association hommes et abeilles, pionnière du genre, a mis en place une méthode et un protocole de visite des ruchers situés en agglomération. Ces outils peuvent permettre de dupliquer facilement cette nouvelle pratique de l'apiculture dans de nombreuses métropoles européennes. Trois métropoles françaises reçoivent aujourd'hui des ruchers de types sociaux et solidaires : Grenoble en 2008, Marseille en 2011 et Lyon au printemps 2012. Cette initiative socio-environnementale concerne particulièrement les contrats urbains de cohésion sociale, un financement est assuré par Grenoble Alpes Métropole et l'idée a su séduire l'Éducation nationale qui a lancé un projet pilote basé sur ce principe d'apiculture sociale en le collège Henry-Wallon situé à Saint-Martin-d'Hères en Isère.

##### L’apiculture urbaine et l’environnement urbain
On croit souvent à tort que la ville n’est pas un environnement favorable aux abeilles. En ville, les abeilles se portent aussi bien qu’ailleurs, voire bien mieux parfois. Outre des températures plus élevées en ville qu’en grande banlieue, de plus en plus de villes adoptent la politique « zéro pesticide » pour l’entretien des parties communes, parcs et jardins publics, ce qui favorise le retour de nos pollinisateurs en ville (abeilles, bourdons, osmies, etc.). De plus, nous voulons des fleurs du 1er janvier au 31 décembre, donc les villes plantent des espèces végétales dont les floraisons se succèdent, permettant aux abeilles d’avoir un régime alimentaire riche et varié toute l’année. Les gazons anglais laissent la place aux jachères fleuries, et les villes pratiquent le fauchage tardif, ce qui laisse aux abeilles le temps de butiner les fleurs avant qu’elles ne soient coupées. Toutes ces fleurs visitées par les abeilles sont mellifères et entrent dans la composition du miel toutes fleurs que l’on peut faire en ville. Il faut savoir qu’en France, on ne peut appeler « miel » que ce qui est produit dans la ruche par les abeilles. Élaboré par les ouvrières à partir du nectar de fleurs rapporté à la ruche par les butineuses, il est mélangé aux enzymes salivaires des abeilles, puis déshydraté, avant d’être hermétiquement scellé dans les alvéoles par une couche de cire. Vous n’aurez jamais de béton ou d’hydrocarbures dans votre miel urbain. Souvent confondues avec les guêpes, les abeilles pâtissent de la mauvaise réputation de leur prédateur, mais elles n’ont pas le même comportement.[réf. nécessaire]

##### L’apiculture urbaine et la sauvegarde des abeilles
Aujourd’hui, l’apiculture urbaine ne permet plus seulement de faire son miel soi-même, elle favorise également la sauvegarde de l’espèce. Menacée depuis plusieurs années, l’abeille est devenue le symbole de la protection de la biodiversité et de l’environnement. Bien sûr, l’apiculture urbaine ne réglera pas à elle seule le problème de la disparition des abeilles.[réf. nécessaire]
À cause du trop grand nombre de ruches présentes en ville qui fait que les abeilles domestiques concurrencent les autres pollinisateurs sauvages, provoquant ainsi la diminution la biodiversité, certaines villes comme Besançon et Metz ont été amenées à interdire l'installation de nouvelles ruches, voire à en supprimer,,. Mais un nombre insuffisant de ruches au même endroit laisse les abeilles à la merci des frelons asiatiques, au point que la ville de Nantes a supprimé la totalité de ses ruches urbaines.

##### L’apiculture urbaine: un premier pas dans une démarche écologique
- Si vous ne connaissez pas le sujet, laissez ce bandeau (vous pouvez alors contacter les auteurs).
- Si vous supprimez le contenu mis en cause (vous pouvez préalablement contacter les auteurs),

argumentez précisément cette suppression dans la page de discussion
(un manque de référence n'est pas un argument ; une recherche réelle de référence doit avoir été effectuée, être formellement documentée).
L’implantation d’une ruche en milieu urbain souvent la porte à des projets plus variés. Très régulièrement, des potagers sont aménagés près des ruches, que ce soit en jardinières ou en pleine terre. Les abeilles sont des pollinisateurs hors pair et la présence d’une ruche dans un verger ou un potager augmente la production de fruits et de légumes de 25 %, et ceux-ci sont de bien meilleure qualité. Les abeilles favorisent ainsi la biodiversité végétale. Un pratiquant de l’apiculture urbaine se sensibilise à son environnement floral mais aussi à tous les autres pollinisateurs bien souvent méconnus mais pourtant bien présents dans le milieu urbain. Planter des essences mellifères sert aussi à soutenir ces petits insectes si discrets mais cruciaux pour l'écosystème. Enfin, avoir une ruche en ville permet de récolter une ou plusieurs fois par an le miel produit par les abeilles, mais cela rend également accessible les autres produits de la ruche, bénéfiques pour la santé. Il est ainsi possible de récolter du pollen frais ou de la propolis. La cire d’abeille peut être recyclée pour les bougies ou les cosmétiques. Il est même possible de se procurer auprès des abeilles la précieuse gelée royale. Le venin d'abeille est par ailleurs bénéfique pour la santé, et une piqûre permet d'en obtenir les effets positifs, sous réserve d'une éventuelle réaction avec complication possible pour les personnes allergiques.
En France, l'apiculture urbaine est possible dans les conditions prévues par l’arrêté préfectoral de sa commune ou le code rural. Une ruche ne prend quasiment pas de place sur une terrasse ou un balcon et les abeilles sont des animaux sauvages plutôt discrets, mais leur influence se répercute sur l' écosystème urbain dans un périmètre de plusieurs kilomètres.

### Gestion et multiplication des colonies
L'essaimage permet de multiplier le nombre des colonies. Il peut être naturel ou artificiel.

#### Sélection et élevage
Certains apiculteurs sélectionnent leurs reines afin de favoriser au mieux la production. La mise à mort d'une reine vieille ou trop faible est fréquente, et le maintien des races peut être un critère.

##### Sélection
La sélection est pratiquée comme dans les autres secteurs de l’agriculture ; elle tend à améliorer l’abeille pour combler les besoins de l’apiculture. Les qualités recherchées chez les abeilles sont la vigueur, la fécondité, la douceur, la propreté, la résistance aux maladies, et d'être peu « essaimeuse ». Cependant, il est remarqué dans le monde que la sélection affaiblit la diversité des abeilles et peut consister à terme une carence. Il existe différentes méthodes de sélection en apiculture. La plus répandue est la sélection dite massale.
Cette méthode consiste à choisir les reines qui semblent les plus intéressantes et à utiliser leurs filles comme départ pour élever les reines descendances suivantes. Successivement, l'opération de sélection permet d'améliorer les performances des reines filles en fonction des critères choisis. Entre deux étapes de sélection, les recombinaisons génétiques se font naturellement sans intervention humaine. Les reines sélectionnées descendantes sont différentes de celles de la génération précédente et différentes entre elles. Elles ne constituent donc pas une variété en soi.

##### Élevage de reines

###### Principe
Tout apiculteur pratique, dans son rucher, une forme de sélection ; en effet, lors de l’essaimage artificiel, il choisit comme souche ses colonies les plus fortes. Pour pratiquer une sélection plus rigoureuse, il doit pouvoir disposer d’un grand nombre de colonies : certains apiculteurs se sont donc spécialisés dans la production de reines sélectionnées.

###### Technique
Les éleveurs de reines disposent de ruches dédiées à leur activité. Des cadres sont aménagés pour contenir plusieurs ébauches artificielles de cellules à reine, appelées « cupules ». Au moyen d'un stylet appelé « picking », l'éleveur dépose de jeunes larves (jusqu'à trois jours) dans les cupules. Cette opération se nomme « greffage ». Les cadres garnis sont ensuite introduits dans la ruche d'élevage mise à l'état d'orpheline, c'est-à-dire que la reine de cette colonie vient d'être enlevée. Cet enlèvement a pour but de déclencher le mécanisme de survie de la colonie, c'est-à-dire le nourrissage des larves à la gelée royale; les ouvrières l'effectuent spontanément quand elles remarquent l'absence de leur reine. Par précaution, les alvéoles artificielles sont ensuite entourées par des grilles cylindriques destinées à empêcher une reine éventuellement née prématurément de les détruire pour éliminer ses rivales à naître. Avant la naissance des reines, chaque cellule est placée dans une ruchette de fécondation. Cette ruchette est garnie d’ouvrières et de rayons de couvain operculés, à partir desquels il leur serait impossible d'élever de nouvelles reines (car les larves sous opercules sont forcément trop vieilles pour ce faire). Dans le mois qui suit leur naissance, les reines doivent être fécondées naturellement ou artificiellement. Dans le second cas, une insémination instrumentale permet d'injecter la semence — 8-12 μl, d'une bonne vingtaine de mâles, sélectionnés aux fins, par exemple, d’obtenir une souche pure.

#### Critique du «progrès génétique»: adaptation, dérive et consanguinité
La forte sélection sur des critères de rendement a permis d'augmenter fortement la production par ruche mais s'est traduite par une forte perte de rusticité des colonies. Moins adaptées à l'environnement, les races productives d'abeilles sont souvent plus fragiles que les races locales.
La sélection sur le critère de douceur peut mener à des races moins résistantes aux parasites et aux prédateurs.
Les apiculteurs professionnels utilisent de moins en moins les populations locales comme l'Abeille noire, au profit de races sélectionnées à l'étranger, qui peuvent être peu adaptées aux conditions locales. L'importation depuis l'étranger de plusieurs races d'abeille productives a des conséquences importantes sur la diversité génétique des populations. Des conservatoires génétiques sont proposés pour répondre au maintien de cette diversité.
L'homogénéisation des populations d'abeilles par l'utilisation de quelques lignées pures a des conséquences à long terme sur leur consanguinité, qui est très néfaste chez les abeilles. De plus, la limitation de l'essaimage pour des raisons de production et la destruction des colonies sauvages tend à faire diminuer la ressource génétique sauvage, qui est une condition importante de limitation de la consanguinité.

### Ouverture des ruches

#### Sécurité de l'apiculteur

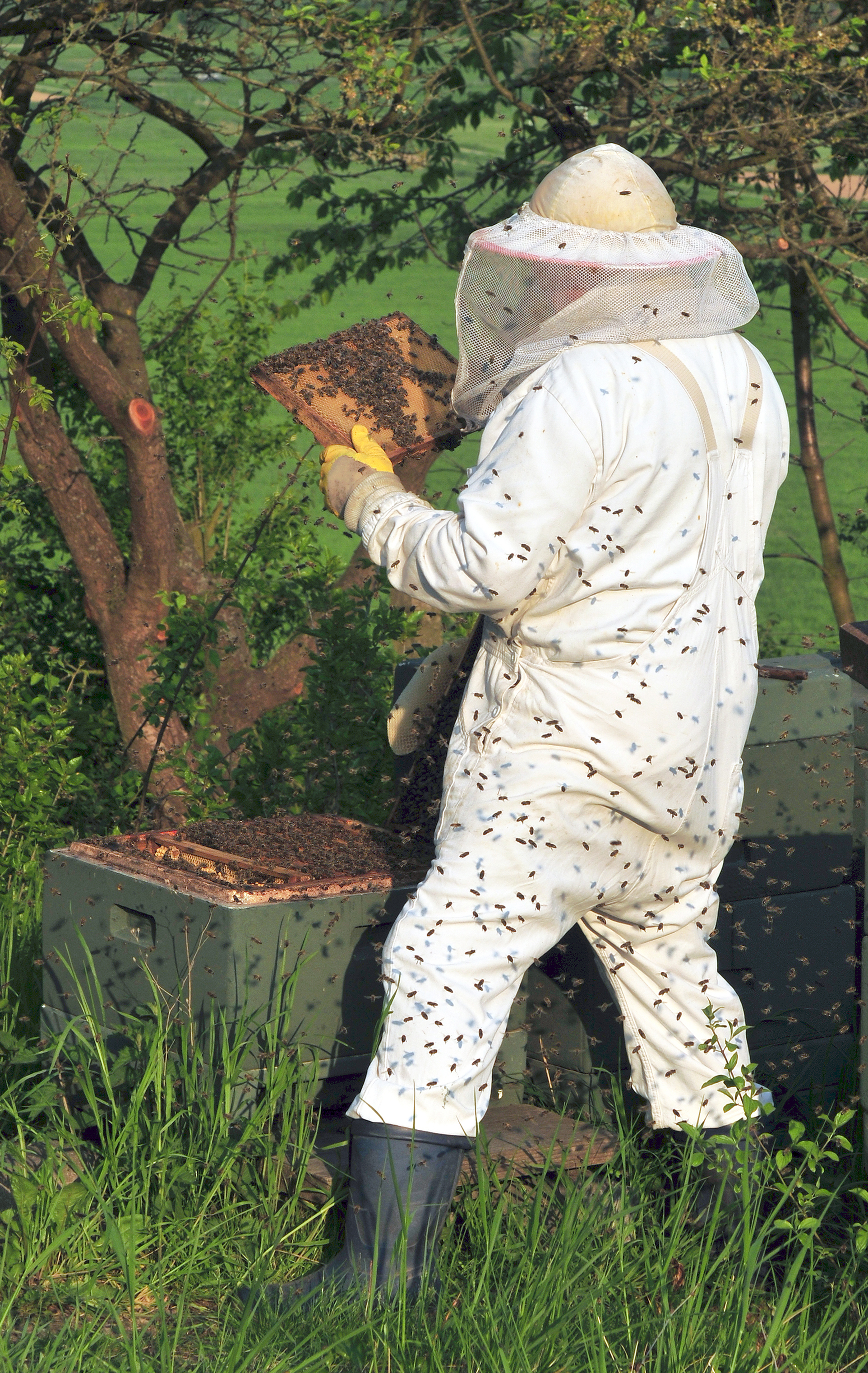
Apiculteur intervenant dans une ruche, protégé par une combinaison intégrale.

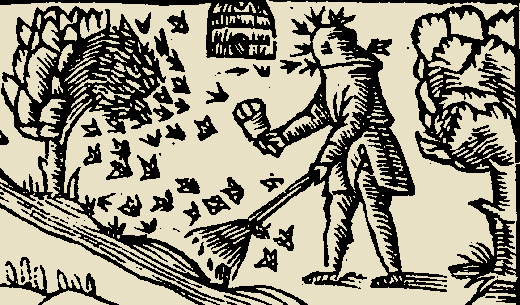
Apiculteur en 1555, Olaus Magnus, p. 789

Une piqûre d'abeille n'est normalement pas dangereuse (sauf en cas d'allergie), mais une attaque massive peut être mortelle. Le risque de piqûre nécessite le port de vêtements protecteurs. Les abeilles de genre apis attaquent préférentiellement la tête et les parties sombres qui, pour elles, représentent des orifices, comme les yeux, les cheveux et les oreilles.
Pendant son travail, l'apiculteur peut utiliser une combinaison de protection pour éviter les attaques d'abeilles. Au minimum, la tenue comporte une coiffe grillagée qui entoure la tête et la protège, mais certains apiculteurs utilisent des vareuses (qui protègent le haut du corps) ou des combinaisons intégrales. Le port de gants de protection est fréquent, mais complique les manipulations. La combinaison d'apiculteur a généralement une couleur claire (blanc, beige…).
Certains produits chimiques (aérosols, pommades) peuvent être appliqués directement sur la peau de l'apiculteur, avec l'effet de repousser les abeilles. L'efficacité est selon la qualité du produit, mais l'absence de protection supplémentaire implique la possibilité de subir quelques piqûres.
Le comportement joue un rôle important dans la sécurité de l'apiculteur. La panique et les gestes brusques doivent être évités pour ne pas susciter la colère des insectes. Même en cas de piqûre il convient de garder son sang-froid et d'agir dans un mouvement régulier et fluide. De toute façon, une abeille ne pique qu'une fois.

#### Enfumage
L'enfumage est une technique utilisée pour calmer les abeilles lorsqu'on ouvre la ruche. La fumée a pour effet de masquer les phéromones émises par les ouvrières, ce qui apaise la colonie et l’incite à se réfugier dans le corps de la ruche (partie inférieure). Après le départ de l'apiculteur, les abeilles ventilent énergiquement la ruche pour purifier leur air et retrouvent une activité normale en moins de trente minutes.
Traditionnellement, la fumée est produite à l'aide d'un enfumoir. Il en existe plusieurs sortes, fonctionnant tous sur le même principe : le combustible allumé se trouve dans une chaudière, à travers laquelle est injecté de l'air. L'injection peut se faire à la main au moyen d'un soufflet ou à l'aide d'une pipe, ce qui libère les deux bras de l'apiculteur. Une cheminée conique à la sortie de la chaudière permet de diriger la fumée sur la zone de travail.
La combustion (pyrolyse) doit produire une fumée abondante et claire, en panaches. Une ventilation trop forte doit être évitée, car elle génère une fumée chaude qui pourrait brûler les abeilles et endommager le contenu de la ruche (miel, cire…). Les combustibles utilisés peuvent être de la paille, des aiguilles de pin, des pives, du carton ou du bois pourri. Les matières synthétiques et les matériaux traités chimiquement doivent être évités pour prévenir les risques d’intoxication.
Une technique plus moderne consiste en l'utilisation d'aérosols qui font reculer les abeilles, facilitant ainsi l’intervention. Leur utilisation est très aisée.
Plus récemment, des solutions alternative sont apparues. Certains enfumoirs électriques sans combustion permettent de diffuser une brume apaisante à base de composants naturels, sans fumée ni particules nocives. Plus sûr pour l’apiculteur et plus respectueux des abeilles, ils offrent une alternative efficace aux enfumoirs classiques en éliminant les risques liés à la combustion et en garantissant une action douce sur la colonie.

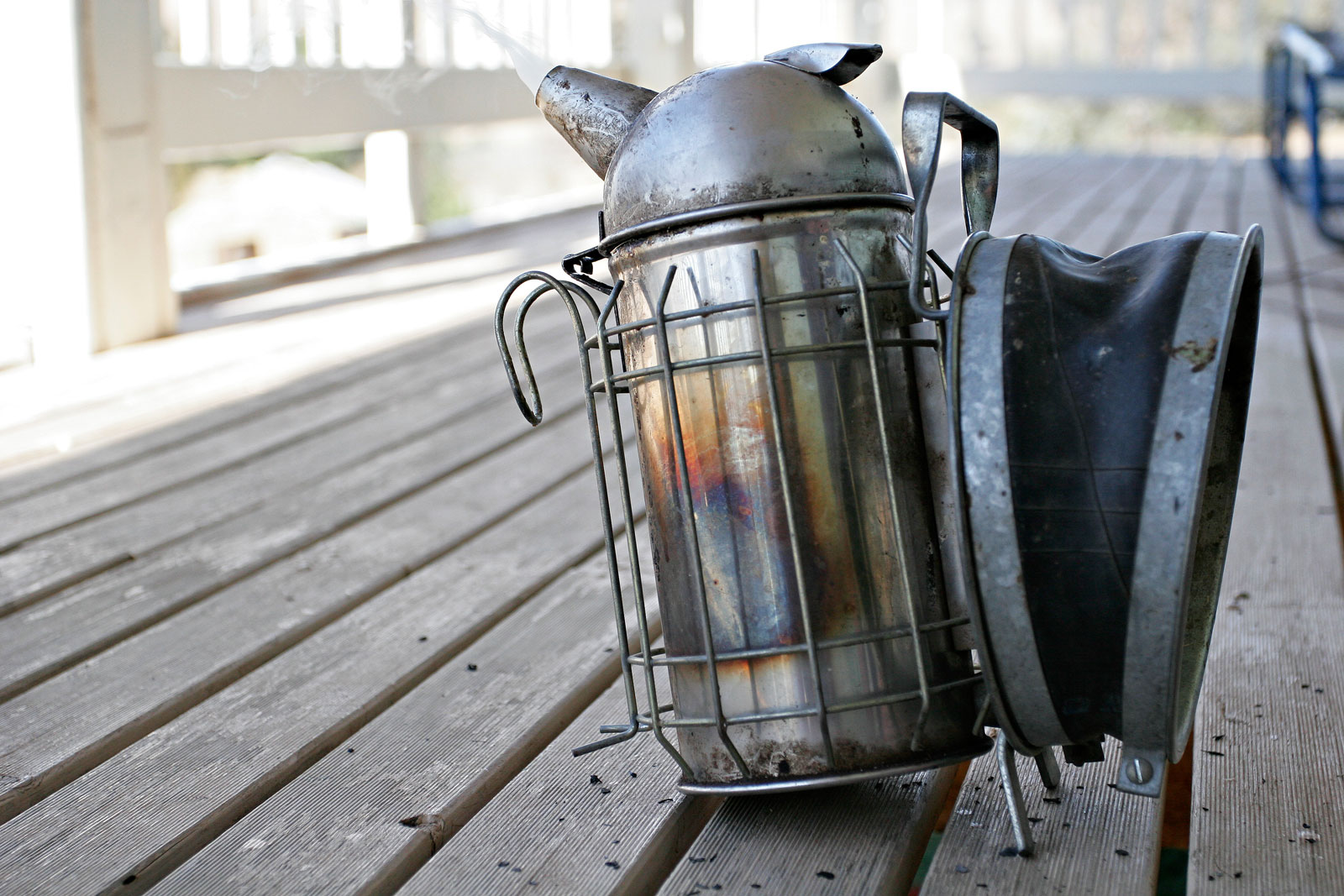
Enfumoir prêt à libérer de la fumée.
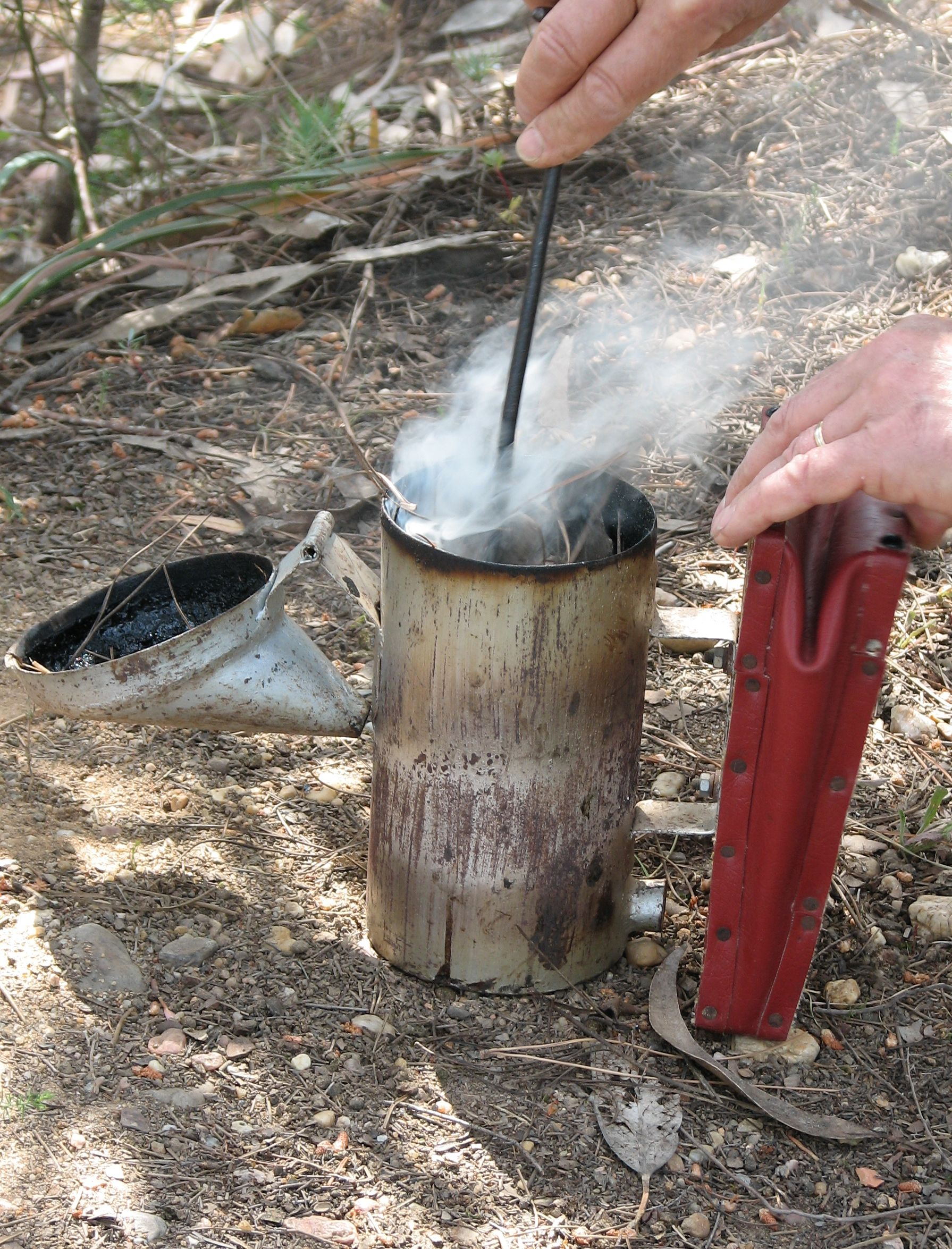
Enfumoir ouvert.
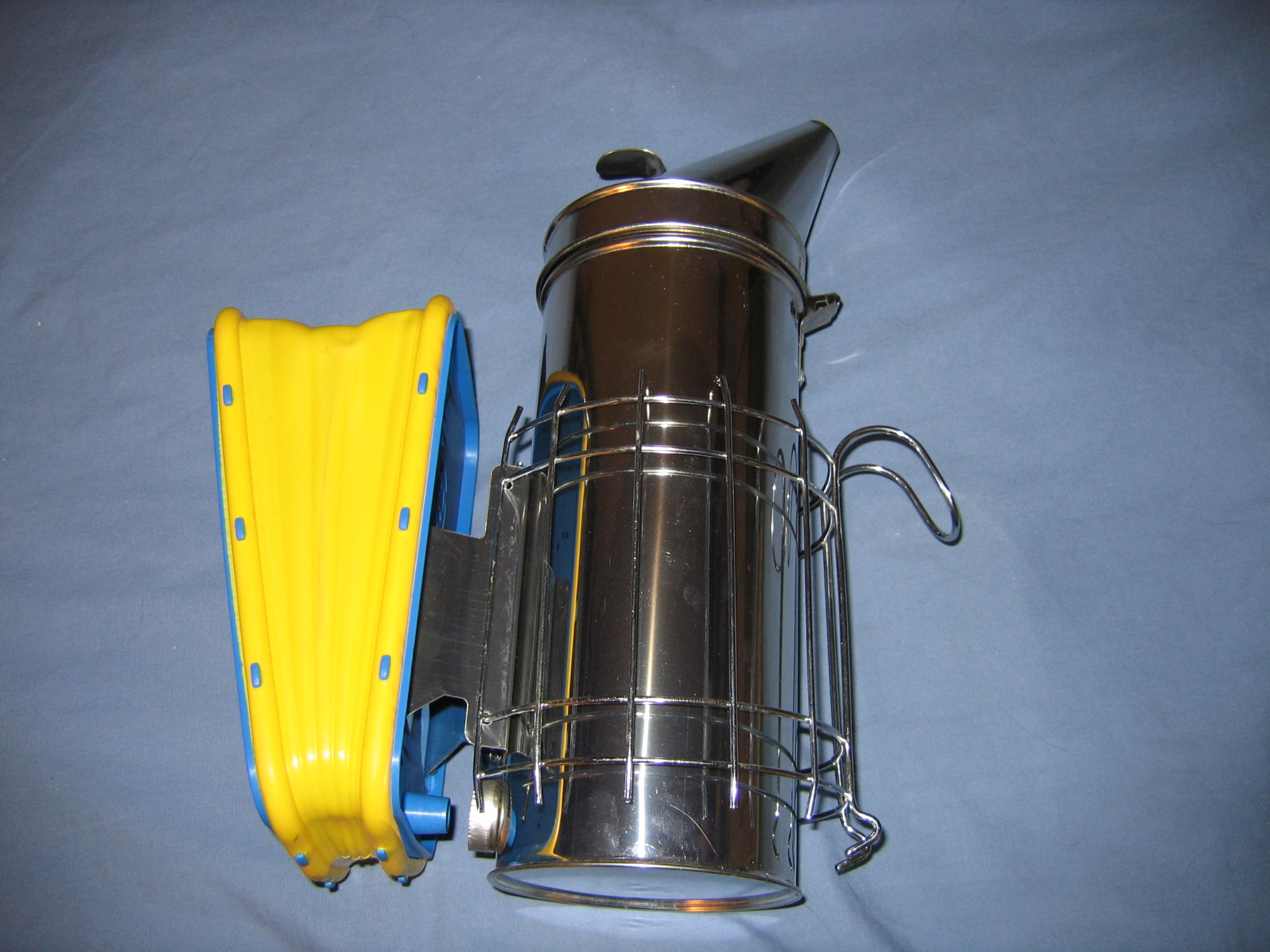
Un enfumoir à soufflet.
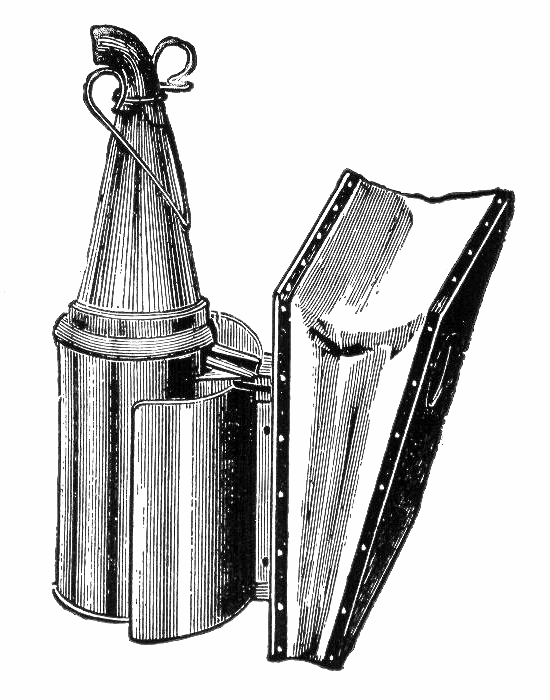
Enfumoir à soufflet avec couvercle en cuir percé.
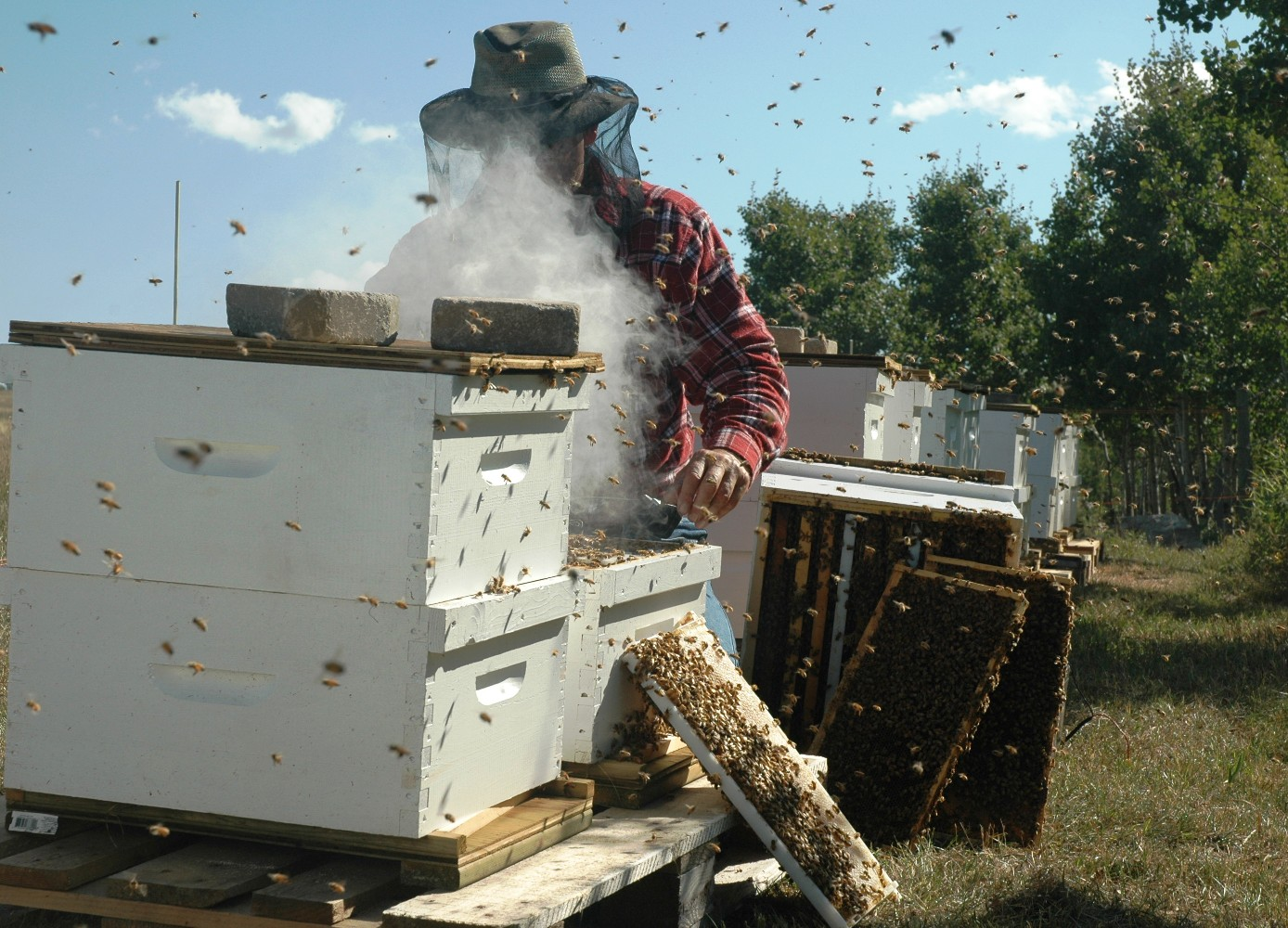
Apiculteur enfumant une ruche.

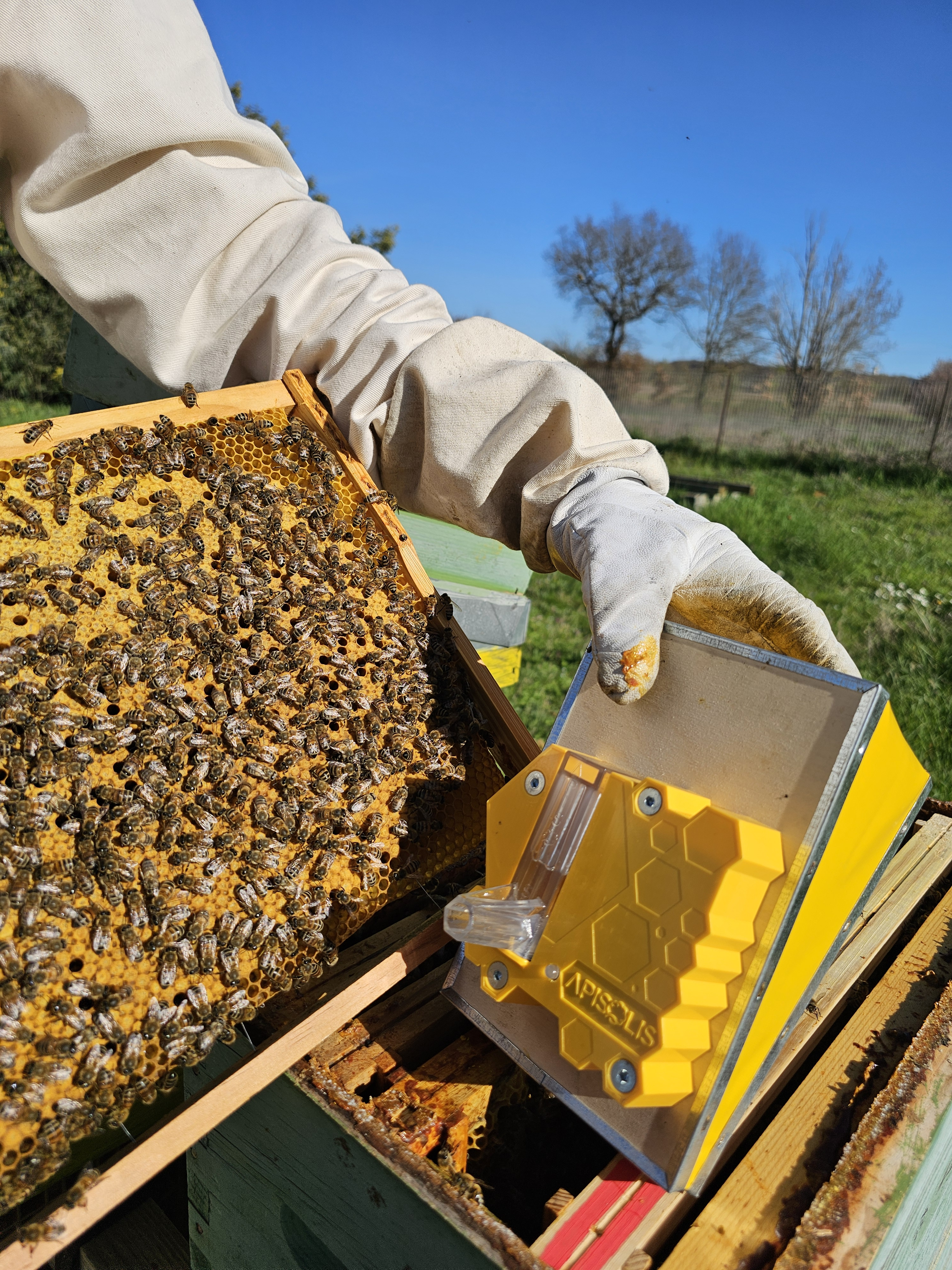

### Gestion des risques pour les colonies

#### Risques climatiques
La ruche, naturelle ou sauvage (on parle alors de nid), est une structure solide qui protège les abeilles contre les facteurs environnementaux défavorables.
En tant qu'insectes, les abeilles sont directement vulnérables à l'eau et au froid, mais aussi au vent (qui évacue la chaleur, et disperse les abeilles) et à la lumière directe du soleil (la reine craint la lumière). Pour ne pas faire chuter la température de la colonie, mieux vaut ne pas ouvrir la ruche avant le début du printemps avec au minimum 20 °C. En effet, il faut laisser le couvain au chaud car il a besoin d'une température interne de 35 °C pour bien se développer et des ouvertures intempestives par temps froid donnent des abeilles plus faibles.

#### Risques chimiques
Il existe des risques importants liés à l'apparition de nouvelles molécules pour l'agriculture et l'élevage.

#### Risques liés aux pesticides agricoles
L’essor de l’apiculture urbaine est lié à un environnement devenu plus favorable aux abeilles en ville qu’à la campagne : diversité florale plus abondante et absence de pesticides. Les insecticides causent la mortalité directe des abeilles lorsqu’ils sont appliqués pendant le butinage. Des résidus de pesticides se retrouvent aussi sur les plantes traitées et sont partiellement ramenés dans la ruche et se concentrent dans les cires. Ces traces peuvent induire un effet cocktail : les principes actifs, notamment des insecticides systémiques, deviennent catalyseurs d’effets affaiblissant ou détruisant les colonies. Les pesticides jouent probablement un rôle important dans le syndrome d’effondrement des colonies d’abeilles.

#### Prédateurs, intrusions dans la ruche et pathologies
L'abeille mellifère Apis mellifera, espèce la plus connue d’abeille domestique, présente un rôle essentiel dans le maintien de la biodiversité et dans la reproduction de nombreuses plantes à fleurs. En outre, avec d’autres pollinisateurs, elle participe grandement au rendement des productions agricoles. Les abeilles sont néanmoins sensibles à de nombreux agents pathogènes responsables de maladies, tels que des virus, des champignons parasites, des ectoparasites (Varroa destructor, responsable de la varroase), des bactéries (Paenibacillus larvae).
Les taux de mortalité observés ces dernières années mènent l'apiculture à un déclin important de la production, particulièrement dans les régions anthropisées du monde. Étant donné leur importance dans la pollinisation, leur disparition a un impact important sur les écosystèmes.
Dans le cadre du Grenelle de l'environnement (qui a aussi proposé la mise en place d'un plan de restauration « pollinisateurs »), le rapporteur Martial Saddier a en octobre 2008 proposé de « fédérer les différents instituts de recherche afin d'arrêter un programme européen et mondial de recherche pour l'abeille » et suggérait « une identification particulière de l'abeille et de son rôle fondamental dans le monde, à travers par exemple un classement au patrimoine mondial de l'UNESCO ».
La stagnation de la ruche en tant qu'habitat implique naturellement des dangers sanitaires pour les abeilles. Elles s'en défendent par l'évacuation des petits déchets, par le vol de propreté (défécation à l'extérieur sauf dans le cas de la reine), et par l'utilisation de propolis (matière végétale aux propriétés aseptisantes et antibiotique). Les abeilles ventilent abondamment leur ruche pour en évacuer la chaleur excédentaire, l'humidité, et l'air vicié.

##### Frelon asiatique
Le frelon asiatique (Vespa velutina) est le prédateur majeur de l'abeille en France, observé depuis l'été 2004 dans le Sud-Ouest de la France, il exerce une forte pression sur les populations d'abeilles là où il est présent, les abeilles locales n'ayant pas de défense contre ce prédateur. La lutte consiste essentiellement en un piégeage (pour le moment peu sélectif) à proximité des ruches ou des zones de nidification, et une destruction des nids.

##### Autres prédateurs

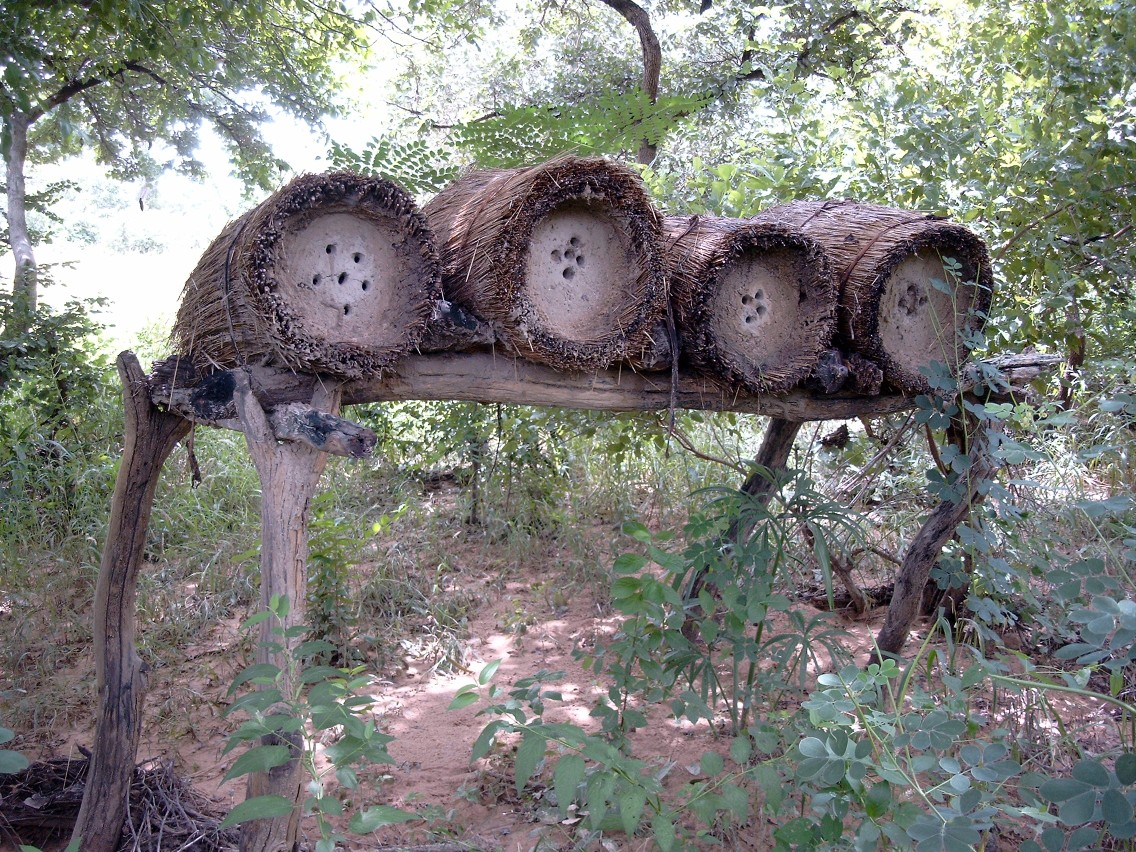
Ruches dans la région de Fada N'Gourma.

La ruche étant abritée des intempéries, source de chaleur et de nourriture (miel et abeilles), elle attire de nombreux visiteurs indésirables.
Parmi les insectes, on peut citer les fourmis (attirées par le miel sucré), les perce-oreilles (qui cherchent un abri mais ne pénètrent pas et ne causent pas de dégâts), la fausse-teigne (dont la larve consomme la cire d'abeilles, détruisant les cadres). Une autre menace est l'Aethina tumida, un petit coléoptère qui provoque des pertes importantes dans les ruchers nord-américains. Avec la mondialisation qui n'épargne pas le monde de l'apiculture, notamment par les exportations de reines et d'essaims, on peut craindre son arrivée en Europe.
Des animaux de plus grande taille peuvent également s'avérer gênants, notamment les souris et certains serpents qui recherchent la chaleur des ruches pendant l'hiver. Leur intrusion est alors dangereuse en raison du nombre restreint d'abeilles pendant la période d'hivernage. Le pic-vert et le pic épeiche n'hésitent pas à percer les parois de bois des ruches pour accéder aux larves, riches en protéines. Le goût des ours pour le miel est largement connu, quoiqu'ils consomment également les larves et la cire lors de leurs attaques.
Les vandales et les voleurs sont également une menace.

##### Infestations parasitaires

###### Varroa
Les apiculteurs ont subi, et parfois provoqué par introduction imprudente d'abeilles parasitées, de lourdes pertes dues à l'épidémie mondiale de Varroa destructor, dans les années 1980.
Les apiculteurs contrôlent le taux de Varroa en observant les malformations des abeilles de la colonie. Dans certaines ruches, grâce à une plaque recueillant les varroas qui tombent au sol, on peut estimer la quantité de varroas dans la ruche. Lorsque la quantité est trop importante, un traitement peut être appliqué (l'amitraze, le τ-fluvalinate ou le thymol sont autorisés). Une diminution d'efficacité des traitements est observée, notamment du fait de l'apparition de résistances. Des méthodes simples comme le transvasement des colonies, la destruction des ruches fortement contaminées, le renouvellement des cires ou la mise en quarantaine avant l'introduction d'une nouvelle colonie permettent la diminution de l'infestation. Les échanges d'individus (notamment les mâles) entre colonies rendent difficile une éradication.
La sélection de races d'abeilles naturellement résistantes aux varroas est une solution envisageable pour une protection durable, mais pour l’instant aucune colonie d’Apis mellifera n’est résistante à ce parasite.

##### Infections bactériennes
Les loques américaine et européenne sont les principales infections bactériennes.

##### Infections virales
Les principales infections virales sont le virus des ailes déformées, le virus de la paralysie aiguë, le virus de la paralysie chronique et le virus de la « maladie noire ».

##### Infections fongiques
Certains champignons peuvent attaquer la ruche et provoquer des maladies cryptogamiques telles que :
- Nosema apis et Nosema ceranae, champignons responsables de la nosémose,
- l'ascosphérose, mycose aussi appelée couvain plâtré, couvain calcifié ou couvain dur.

##### Syndrome d'effondrement des colonies
Depuis 2006 aux États-Unis, et depuis les années 2000 au moins en Europe et presque partout dans le monde, des abeilles domestiques et parfois sauvages semblent massivement touchées par un recul inexpliqué de leurs populations. On parle de « syndrome d'effondrement des colonies d'abeilles », ou « CCD » (pour Colony Collapse Disorder) pour décrire le fait que des milliards d'abeilles ne rentrent pas dans leur ruche. Le taux de ruches abandonnées ou presque désertées atteint 70 % et parfois 80 % dans les régions et pays les plus touchés. La thèse d'un phénomène multifactoriel est fortement envisagée, mêlant un stress dû à une infection et une plus grande susceptibilité par l'exposition à des pesticides,.

### Récolte et gestion de la production de miel
Certains apiculteurs ne produisent pas de miel, installant des ruches uniquement pour la pollinisation. Une ou plusieurs récoltes de miel peuvent être effectuées, ainsi que la récolte d'autres produits de la ruche.

#### Déroulement de la récolte
Lors de la récolte, l'apiculteur extrait les cadres de hausse en remettant les abeilles dans la ruche. Si la saison n'est pas terminée, il remplace les cadres pleins par des cadres vides afin que les abeilles continuent la récolte. Dans le cas contraire, il enlève toute la hausse.
Le moment de la récolte est une phase critique car les abeilles deviennent très agressives quand elles comprennent qu'on veut leur prendre leurs réserves de miel. Malgré cela, l'apiculteur ne peut pas trop enfumer (pour calmer la colonie) pour ne pas donner mauvais goût au miel. Il ne peut pas non plus ne pas enfumer du tout car la colonie l'attaquerait en masse. En général, on enfume donc légèrement à l'entrée de la ruche et en rase-cadres à l'ouverture. Par ailleurs, on place 48 heures avant la récolte un chasse-abeilles sous la hausse pour ne plus avoir d'abeilles dans la hausse au moment de la retirer.
Beaucoup d'apiculteurs récoltent le miel plusieurs fois dans l'année, notamment après chaque floraison dominante (châtaignier, colza, tournesol) pour séparer les miels.
Pour stimuler de jeunes essaims ou aider une colonie affaiblie en période de disette, les apiculteurs pratiquent souvent le nourrissement.

### Directives de durabilité de la filière
Le gouvernement donne désormais des directives concernant la durabilité de la filière apicole.

### Expérimentation d'hivernage
Un apiculteur propose d'étendre l'expérimentation qu'il a engagée d'un hivernage des ruches pendant 70 jours dans un local fermé mais aéré, dans l'obscurité et à une température inférieure à 12 °C. Selon lui, ses abeilles sont mieux protégées ainsi qu'en plein air.

## Service de pollinisation
Pour avoir des explications détaillées, voir pollinisation#Importance de la pollinisation pour l'agriculture.

## Produits de l'apiculture
Une ruche produit diverses matières dont les vertus sont multiples. La plus connue est le miel, et il y en a d'autres, comme la gelée royale, aux vertus anti-cancérigènes, la cire qui était utilisée pour faire des chandelles et pour l'entretien des meubles en bois, la propolis, aseptisante et antibiotique, et le pollen, comestible et riche en protéines. Différentes races d'abeilles sont utilisées pour optimiser les récoltes en miel, propolis ou pollen. Certaines techniques permettent de forcer les abeilles à la production de la propolis.

### Miel

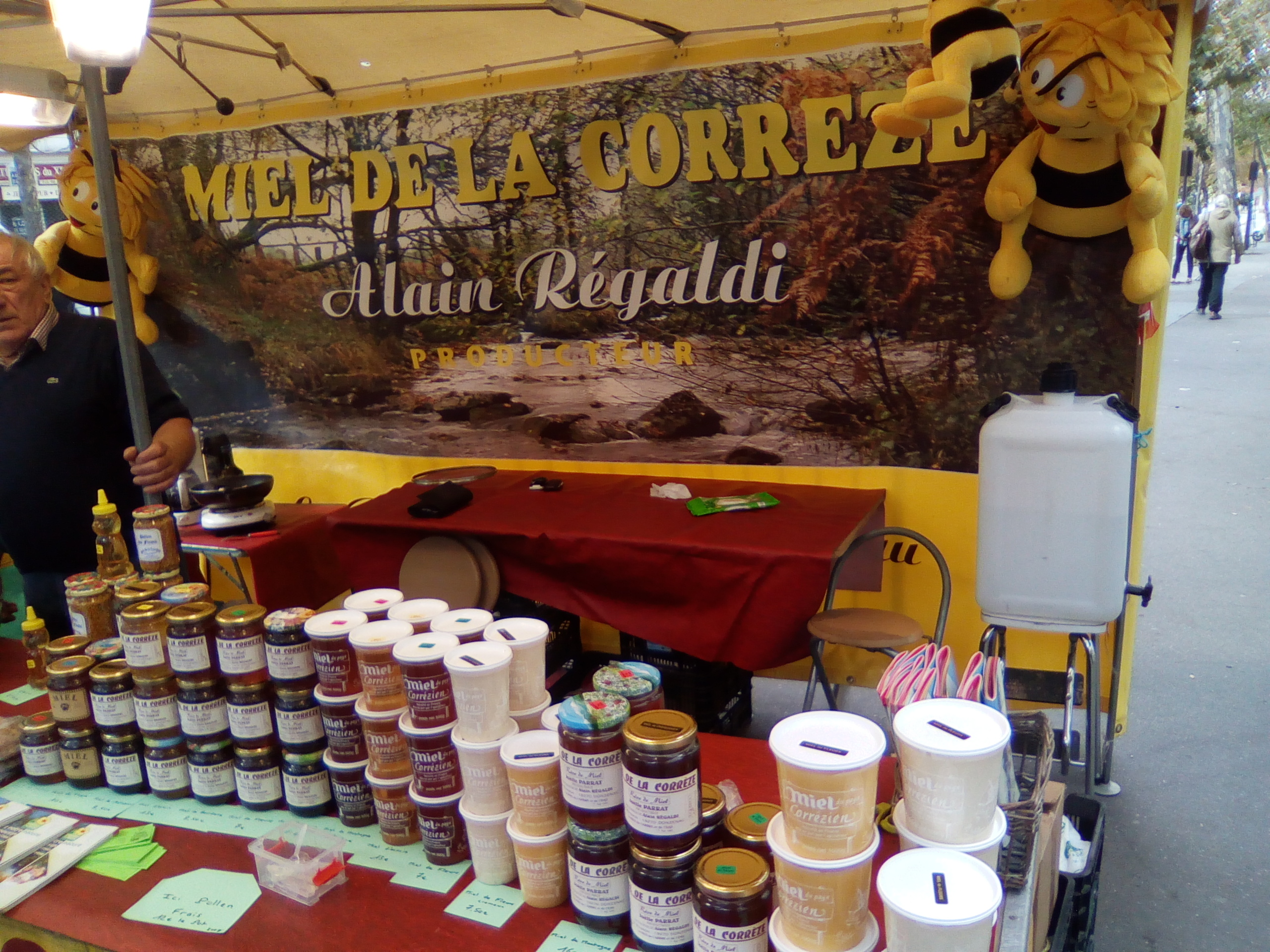
Un apiculteur vendant son miel sur un marché à Paris.

#### Généralités
Le miel est réputé depuis le début de l'apiculture pour ses nombreuses vertus, et possède la particularité d'être imputrescible.
Il est produit par les abeilles dans le but de constituer des réserves. Ces réserves sont consommées quand les abeilles ne peuvent aller se nourrir à l'extérieur (intempéries, hiver, absence de floraison…).
En moyenne, chaque abeille transporte dans son jabot 0,025 g de nectar de fleur (matière-première pour la fabrication du miel). Un gramme de nectar nécessite que les abeilles visitent 8 000 fleurs. Un kilogramme de miel correspond ainsi à 5,6 millions de fleurs visitées et 40 000 km de parcourus. Pendant une bonne année, une ruche très forte peut produire près de 100 kg de miel.
Autrefois, la récolte du miel nécessitait de chasser les abeilles et de détruire la ruche (pressage des rayons). La domestication des abeilles et la conception de ruches modernes permet aujourd'hui de récolter du miel sans porter atteinte à la colonie, si ce n'est en la dérangeant.

#### État à la récolte
Les cadres doivent être prélevés seulement si la majorité des alvéoles sont operculés (fermées par un couvercle en cire), ce qui signifie que le miel est « mûr » et apte au stockage. Les alvéoles doivent être désoperculés (au moyen d'un peigne ou d'un couteau à désoperculer) pour que le miel puisse être extrait.

#### Extraction
L'extraction peut se faire par écoulement, les cadres couchés et le miel s'écoulant naturellement (une face après l'autre). Cette technique convient bien aux amateurs, mais prend énormément de temps. Les apiculteurs les mieux équipés utilisent plutôt un extracteur centrifuge. La qualité et le temps d'extraction sont nettement avantageux.
Après l'extraction, les cadres peuvent être posés à une trentaine de mètres du rucher, afin que les abeilles récupèrent le miel qui a résisté à l'extraction. Cela rentabilise d'autant plus la récolte, et permet de stocker des cadres très propres.

#### Stockage
Le stockage du miel peut se faire dans des fûts, des bidons ou des pots. Après l'extraction, un temps de maturation d'au moins deux semaines doit être respecté, ne serait-ce que pour récolter les déchets microscopiques qui remontent à la surface, formant une couche généralement blanche.
Après un certain temps, selon sa qualité et sa composition, le miel se cristallisera. La décristallisation peut être obtenue en réchauffant le miel au bain-marie, mais les 40 °C ne doivent pas être dépassés pour préserver les vertus du miel. Il arrive que des apiculteurs stérilisent leur miel (chauffage à température supérieure), mais c'est en principe inutile. Dans la même idée, le miel utilisé en pâtisserie devrait, si possible, être ajouté dans des conditions respectant ce principe.
Le miel possède la particularité d'être imputrescible. Il peut donc, en théorie, être conservé indéfiniment.

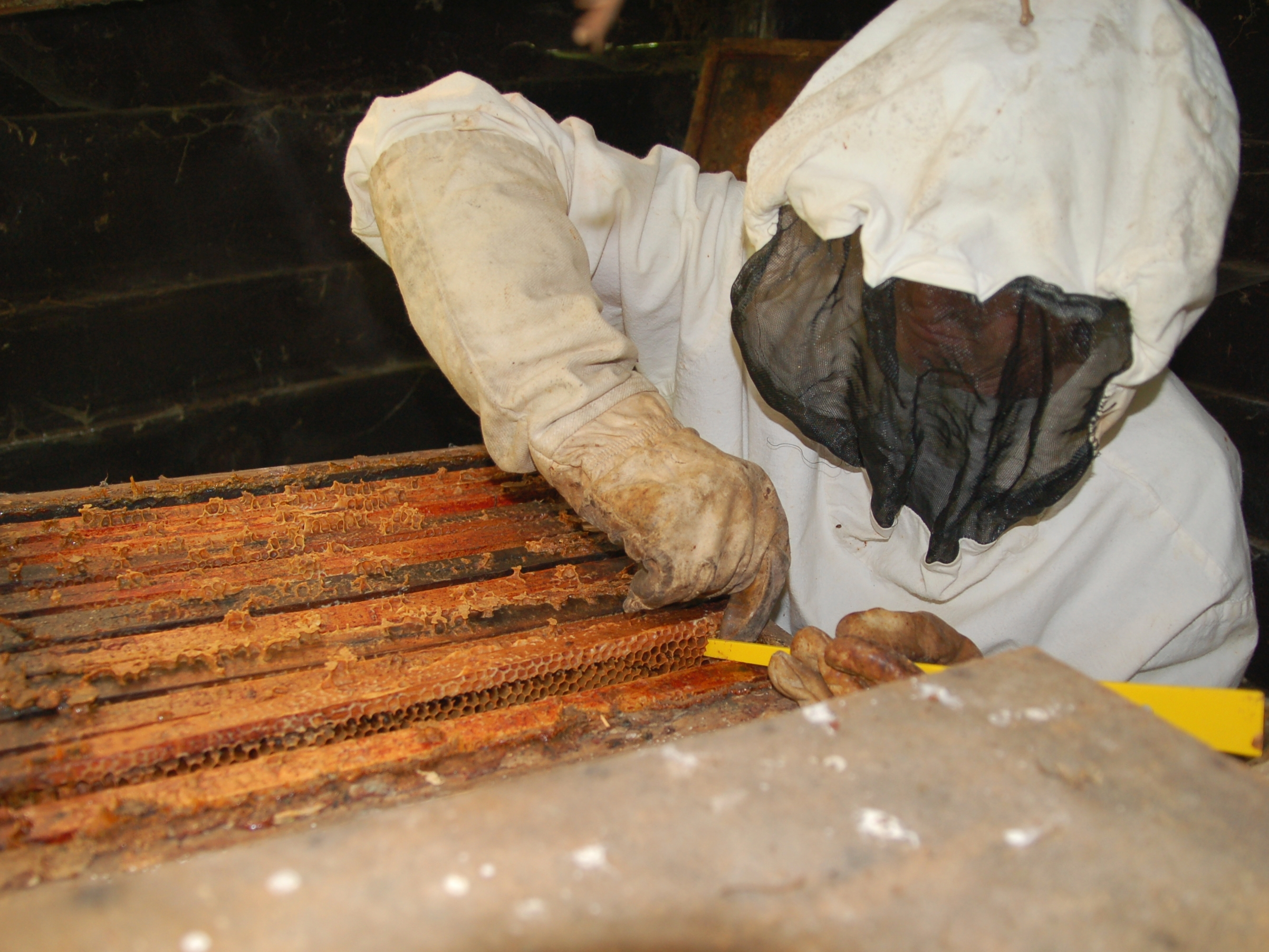
Protection et retrait des cadres.
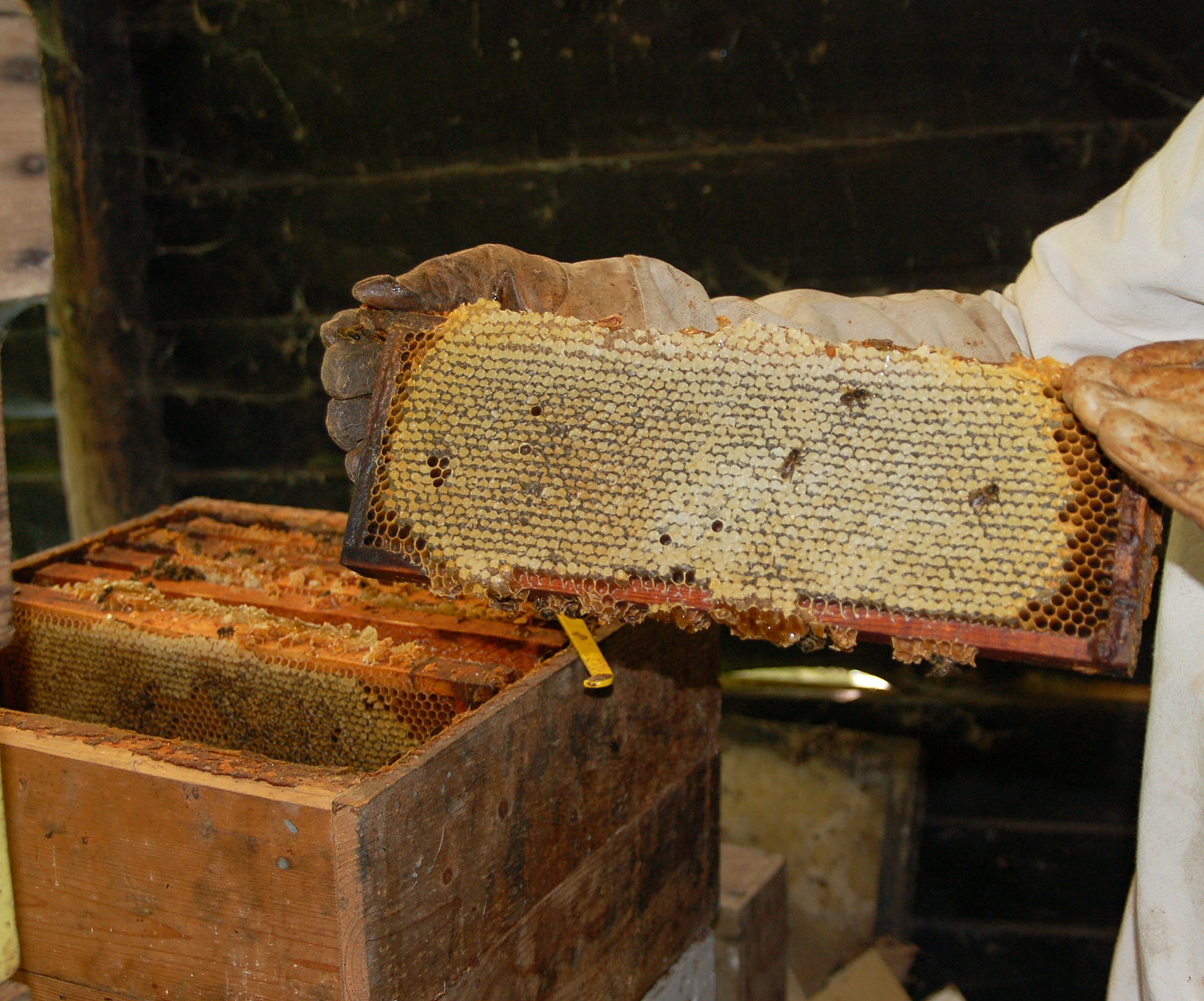
Cadre.
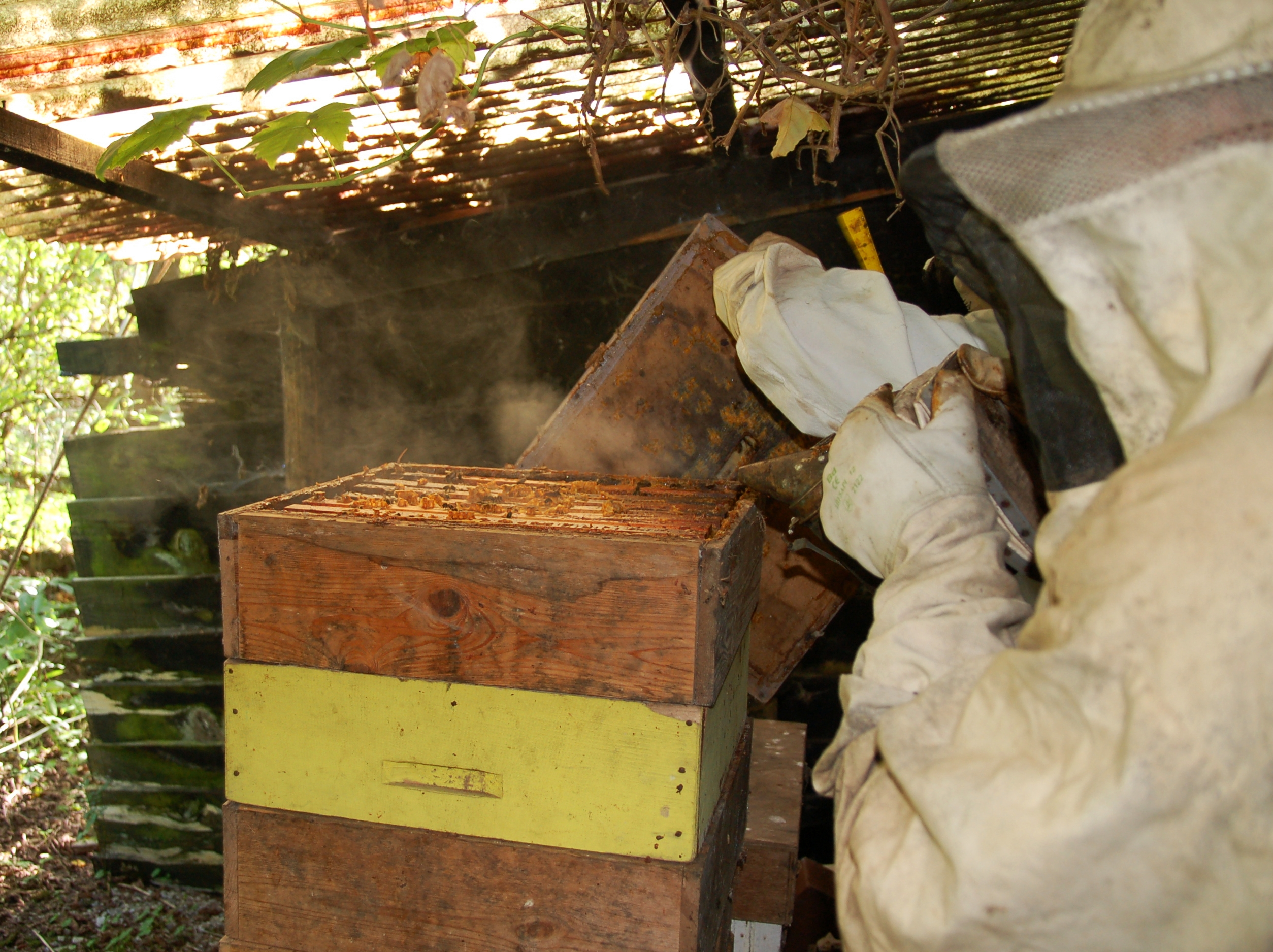
L’enfumage.
- Désoperculage des rayons.
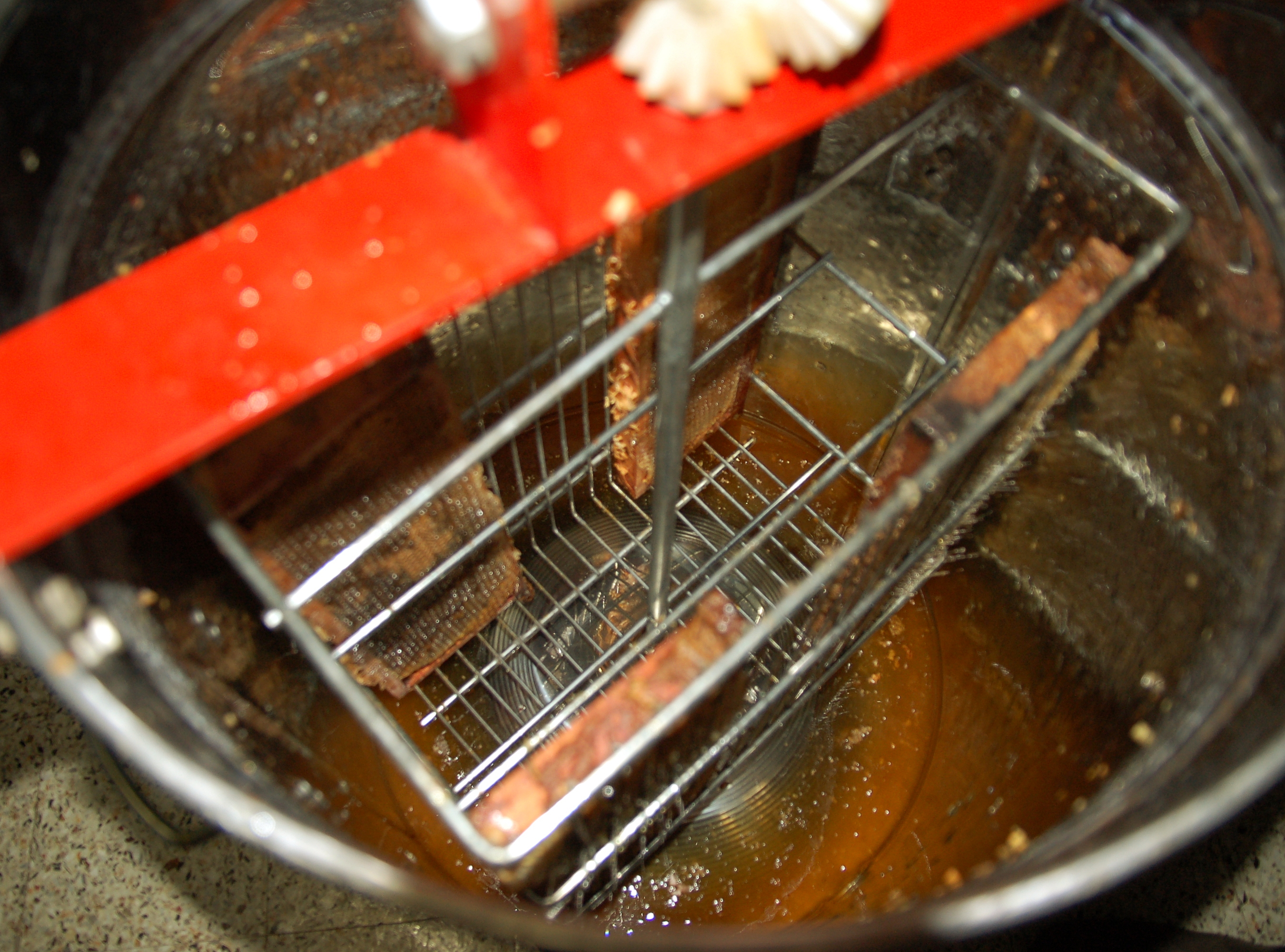
Extraction du miel.
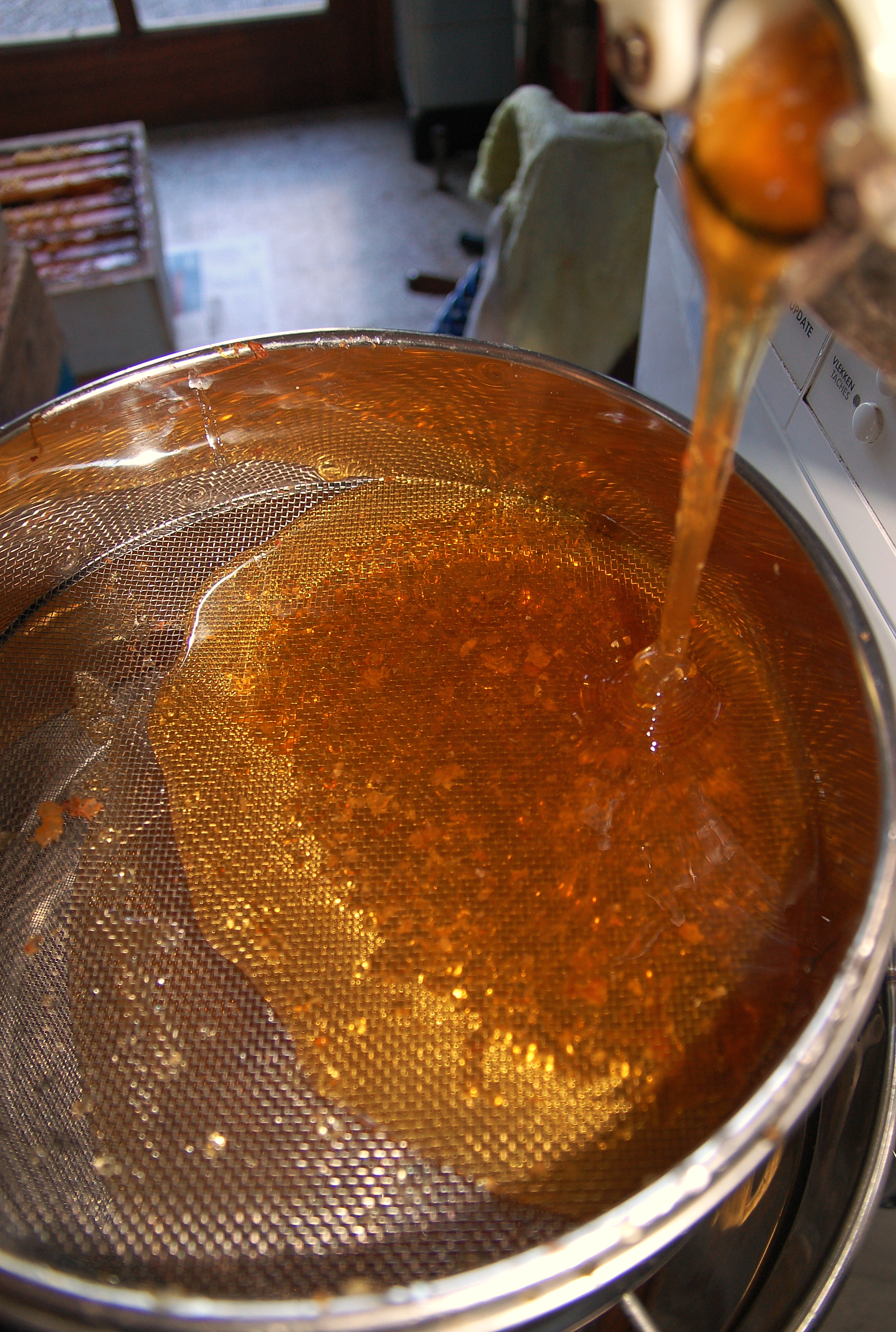
Filtrage du miel.
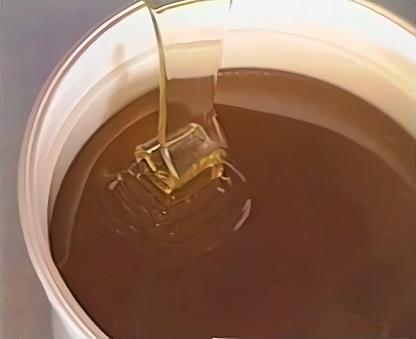
Mise en pot du miel (après maturation).

### Gelée royale

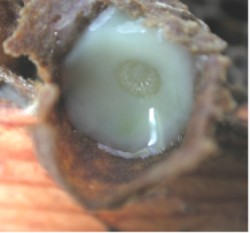
De la gelée royale.

La production de gelée royale fait appel à des techniques particulières, car les abeilles en produisent peu et dans des conditions très précises. Sa récolte est pratiquée par des apiculteurs spécialisés.
La production de gelée royale nécessite de conduire les ruches comme pour la production de reines. Il s'agit d'enlever la reine pour inciter les ouvrières à en produire de nouvelles, et de récolter la gelée royale que les ouvrières donneront aux larves dans ce but.
Des cadres à cellules royales sont parfois utilisés. Ils fournissent une ébauche de cellule royale et facilitent le travail des ouvrières, mais les larves âgées de moins de trois jours doivent y être placées manuellement par l'apiculteur. Les ouvrières achèvent ces cellules et la remplissent de gelée royale pour nourrir la jeune larve. Après trois jours, les cellules sont pleines et peuvent être vidées par l'apiculteur, une-à-une. Une ruche peut donner au maximum trois cents grammes de gelée par an.
La gelée royale étant très acide (pH 4), elle ne peut être stockée dans des bocaux à couvercle en métal. On la stocke en général dans de petits flacons en plastique, et l'entrepose entre 2 et 5 °C, dans une atmosphère exempte d’humidité et à l’abri de la lumière. Dans de telles conditions, la gelée royale peut être conservée pendant plusieurs mois.
La gelée royale est un produit naturel très riche en vitamine B5, en oligo-éléments, en acétylcholine (jusqu’à 0,1 % de masse), en facteurs antibiotiques particulièrement actifs sur les proteus et Escherichia coli B, plus connu sous le nom de colibacille.
La gelée royale se négocie à prix très élevé sur les marchés spécialisés.

### Pollen

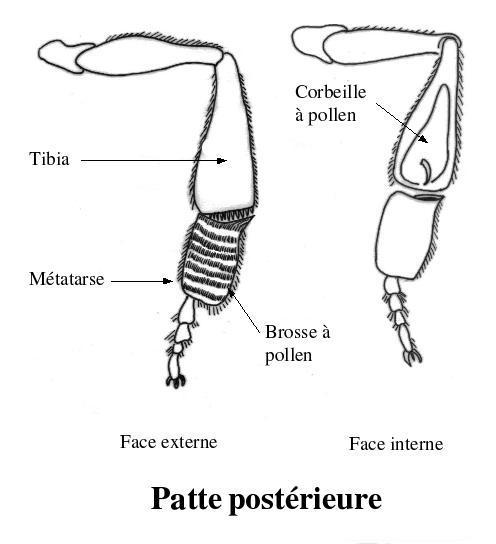
Anatomie de l’abeille.

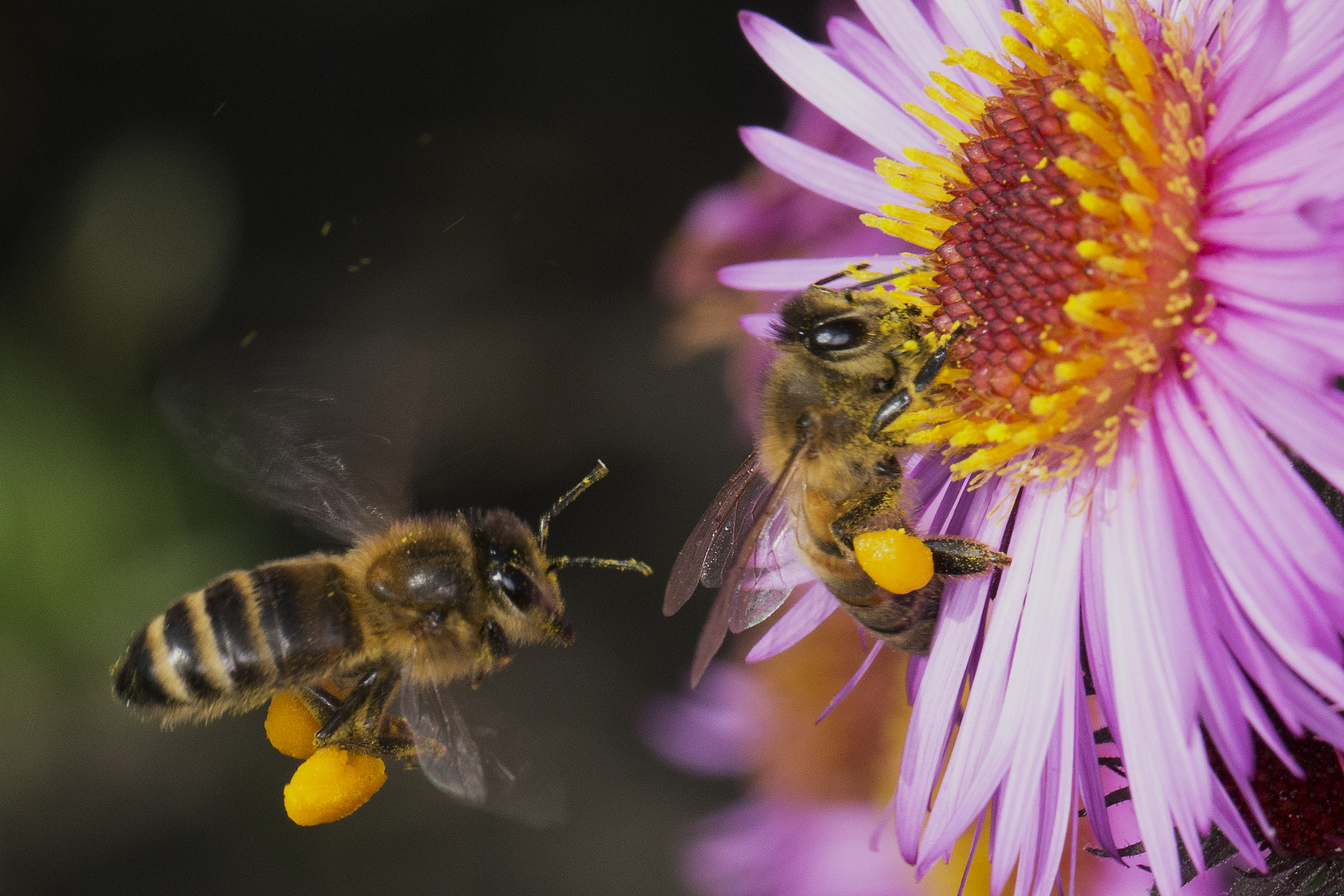
Corbeilles à pollen.

Chez les végétaux supérieurs, le grain de pollen constitue l’élément fécondant mâle de la fleur. Il se trouve sur les anthères des étamines. Sa forme, sa couleur et ses dimensions varient considérablement d’une plante à l’autre. Pour être fécondée, une fleur doit recevoir du pollen sur son pistil, organe femelle.
Les abeilles récoltent le pollen pour nourrir leurs larves, et stockent le surplus dans des cellules, c'est le pain d'abeille. On en retrouve également dans le miel, ce qui donne à celui-ci une partie de ses vertus. L'étude du miel à partir des pollens qu’il contient s’appelle la melissopalynologie, et permet d’identifier son origine botanique.
Les plantes entomophiles comptent en grande partie sur les insectes pour assurer leur pollinisation. Les abeilles jouent ce rôle, mais aussi les bourdons, qui sont friands de pollen, et de nombreux insectes volants ou pas. En butinant de fleur en fleur, l’abeille dépose involontairement et fatalement le pollen de l’une sur le pistil d'une autre, permettant la fécondation. L’abeille est largement utilisée pour la pollinisation des plantes cultivées, en particulier les arbres fruitiers. On estime que la valeur économique apportée par les abeilles lors de la pollinisation est de douze à quinze fois supérieure à celle des produits de la ruche.
La récolte du pollen par l’abeille est possible grâce à l’adaptation spécifique des pattes postérieures de l'ouvrière. Elle utilise la brosse à pollen située sur la face interne du métatarse pour récupérer le pollen dispersé sur son corps, puis le pousse et le tasse dans la corbeille à pollen située sur la face externe du tibia de la patte opposée. Un poil unique dans la corbeille sert de mât qui maintient la pelote de pollen. Une pelote pèse environ quinze à vingt milligrammes, et l’abeille en transporte deux. Dans la ruche, le pollen est tassé dans les alvéoles par d’autres ouvrières, avec la tête.

#### Composition du pollen
Le pollen est d’abord une source de protides pour les abeilles, il entre dans la composition de la nourriture distribuée au couvain.
Le pollen est également riche en d’autres substances, et sa composition moyenne est de :
- 20 % de protides (acides aminés libres et protéines) ;
- 35 % de glucides ;
- 5 % de lipides ;
- 10 à 12 % d'eau.

D’autres composants sont présents comme des vitamines, des oligo-éléments, des enzymes (amylase, invertase, certaines phosphatases), des substances antibiotiques actives sur toutes les souches de colibacilles et certaines de proteus et salmonelles. On y trouve aussi la rutine, une substance accélératrice de la croissance, des substances œstrogéniques, et de nombreux pigments qui donnent la couleur d’un pollen déterminé (jaune et orange dans la plupart des fleurs, mais aussi vert, bleu…).

#### Récolte et conservation du pollen

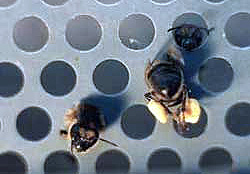
Trappe à pollen.

La récolte du pollen est assez récente. Les apiculteurs ont mis au point une trappe à pollen qu'ils placent à l’entrée de la ruche. Pour y pénétrer, les abeilles doivent passer à-travers d’étroites ouvertures et perdent leurs pelotes de pollen dans un tiroir situé en dessous. Le dispositif est conçu de manière que, statistiquement, seulement dix pour cent du pollen soit prélevé, car il est indispensable à la croissance des colonies. Les tiroirs sont prélevés tous les un ou deux jours. Les pelotes de pollen sont séchées au maximum de 40 °C par le passage d’un courant d’air chaud et sec traversant des claies sur lesquelles elles sont étalées. Elles sont sèches dès lors qu’elles n’adhèrent plus les unes aux autres.
Le pollen étant hydrophile, il doit être stocké dans des récipients hermétiques pour éviter qu'il ne se réhydrate par l'humidité de l'atmosphère. Une autre méthode, plus récente, consiste à congeler les pelotes sans procéder au séchage.

### Propolis
La propolis est récoltée par les abeilles afin de garantir l'hygiène dans la ruche, mettant à profit ses propriétés aseptisantes et antibiotiques.
Les principales essences produisant de la propolis en Europe sont des conifères, comme le pin, le sapin, et l'épicéa, plusieurs espèces de peupliers, qui semblent en être la source la plus importante, l’aulne, le saule, le marronnier d'Inde, le bouleau, le prunier, le frêne, le chêne et l’orme.
La propolis recueillie dans la ruche est constituée globalement de :
- 50 à 55 % de résines et baumes ;
- 30 à 40 % de cire ;
- 5 à 10 % d'huiles volatiles ou essentielles ;
- 5 % de pollen ;
- 5 % d’autres éléments (acides organiques, oligo-éléments, nombreux flavonoïdes, nombreuses vitamines…).

### Cire d'abeilles
La cire est sécrétée par les glandes cirières situées sous l'abdomen des abeilles, pendant une période où on les appelle abeilles cirières (entre le douzième et le dix-neuvième jour de leur vie). La cire se manifeste sous la forme de petites écailles blanches transparentes.
La cire est principalement utilisée pour la fabrication des rayons, dans lesquels la reine produit son couvain, et où les ouvrières stockent leurs matières premières (pollen, propolis…) et le miel. Un rayon fraîchement construit est jaune pâle, presque blanc, il devient jaune puis brun foncé en vieillissant. La forme extrêmement sophistiquée des cellules et des rayons leur permet de contenir dix à douze kilogrammes de miel pour un kilogramme de cire.
La cire appartient à la famille chimique des cérides, elle est constituée d’acides et d’alcools gras à très longues chaînes, de vingt à soixante atomes de carbone. Son point de fusion est d’environ 64 °C et sa densité de 0,97. Elle est insoluble dans l’eau et résiste à l’oxydation.
Les apiculteurs recyclent la cire des cadres détruits pour fabriquer des feuilles de cire gaufrée. Ces feuilles sont fixées au centre des cadres des ruches modernes et servent de base aux abeilles, qui construisent leurs alvéoles en respectant ce motif. Cette technique évite aux abeilles une éventuelle erreur de conception, améliorant indirectement le rendement de leur production, et favorise la production de cellules femelles (les cellules produisant des faux-bourdons étant plus larges).
En dehors de l'apiculture, on utilisait autrefois la cire d'abeilles pour fabriquer des chandelles ; cette utilisation est aujourd'hui marginale. On utilise, encore aujourd'hui, la cire d'abeilles pour le traitement du bois et des meubles (encaustiques).
La cire peut également être consommée, en général lors de la consommation du miel ou des larves.

### Consommation des larves
La consommation de larves est possible, mais se pratique très peu dans les pays occidentaux. On rencontre plutôt cette pratique parmi les peuples qui se livrent à la chasse aux rayons, et qui consomment alors l'entier produit de leur récolte.

### Apithérapie
L'apithérapie est remise au goût du jour dans le cadre des médecines alternatives. En outre, le venin d’abeille (apipuncture), le pollen et la gelée royale sont des produits dont les propriétés ont été découvertes récemment. Elles n'ont pu l'être qu'avec la mise au point de techniques de récolte.

### Produits dérivés
Les produits issus d'une ruche peuvent être consommée directement, mais aussi préparés.
La pâtisserie et la confiserie font fréquemment usage du miel, pour son goût, ses qualités, et sa réputation.
Le miel intervient aussi dans la production d'hydromel, boisson alcoolisée appréciée des amateurs.
L'industrie pharmaceutique, enfin, s'intéresse aux produits de l'apiculture pour produire des remèdes plus efficaces contre les pathologies qu'elle entend combattre. Par exemple, l'opercule aurait des effets particulièrement bénéfiques sur la santé.

## Méliponiculture

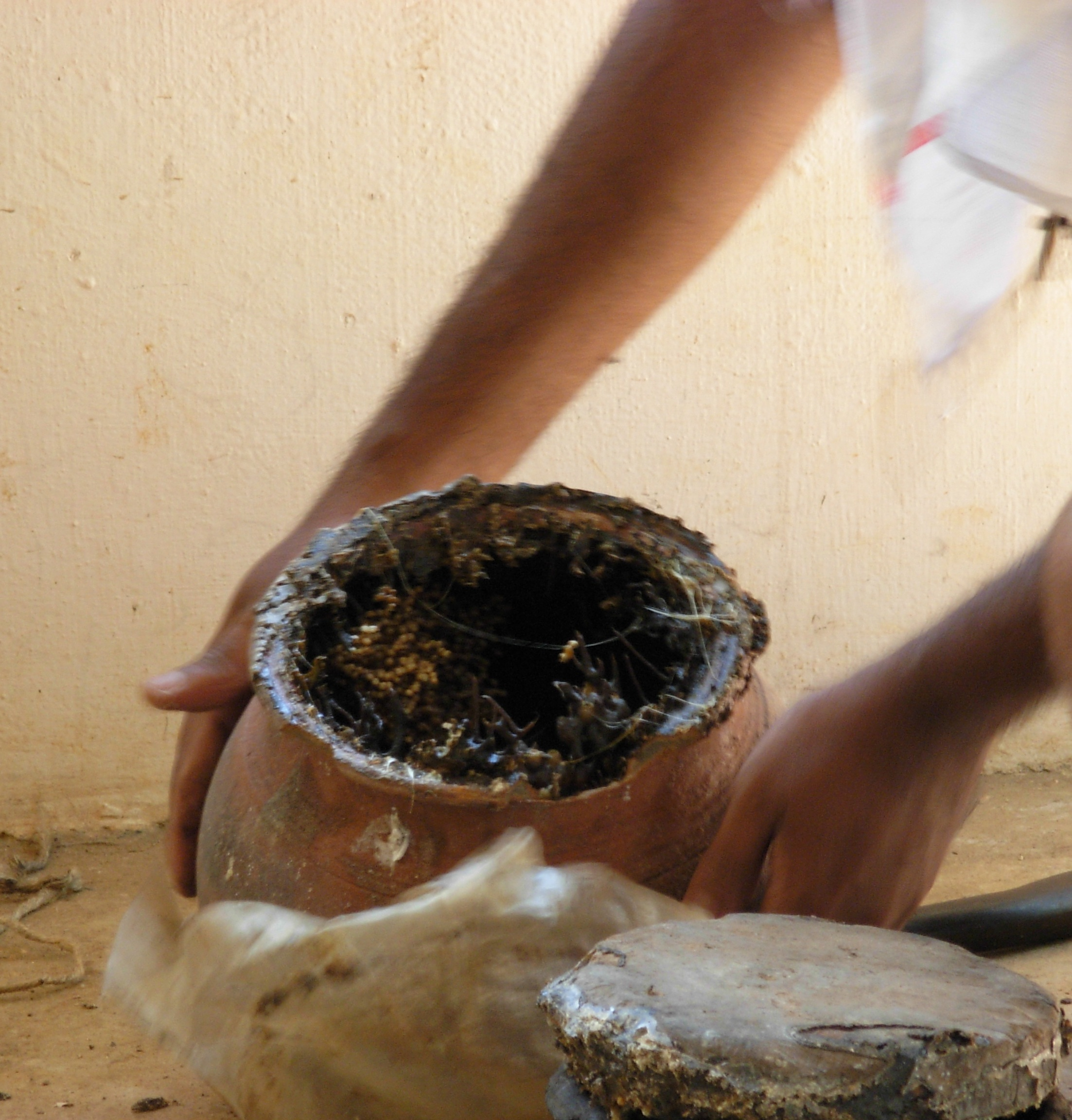
Pot utilisé en Inde pour la méliponiculture.

### Description
La méliponiculture est une branche de l'apiculture qui se consacre à l'élevage d'abeilles mélipones (abeilles sans dard), endémiques du continent américain et d'Australie. Leurs éleveurs sont appelés "méliponiculteurs" et les lieux d'élevage "méliponaires", et leur miel est le miel de mélipone.
Contrairement à l'apiculture des abeilles avec dard, la méliponiculture n'exploite pas seulement une ou deux espèces d'abeilles. La méliponiculture utilise la production de plusieurs centaines d'espèces différentes. La méliponiculture adapte ses pratiques aux espèces d'abeilles présentes dans la région tout en conservant des méthodes communes à toutes les régions où elle est pratiquée.
L'extraction du miel diffère de celle de l'apiculture qui utilise des peignes. En méliponiculture les abeilles stockent le miel dans des pots qui doivent être brisés ou écrasés pour en extraire le miel.

La méliponiculture est également intéressante car elle fournit de nombreux pollinisateurs naturels.

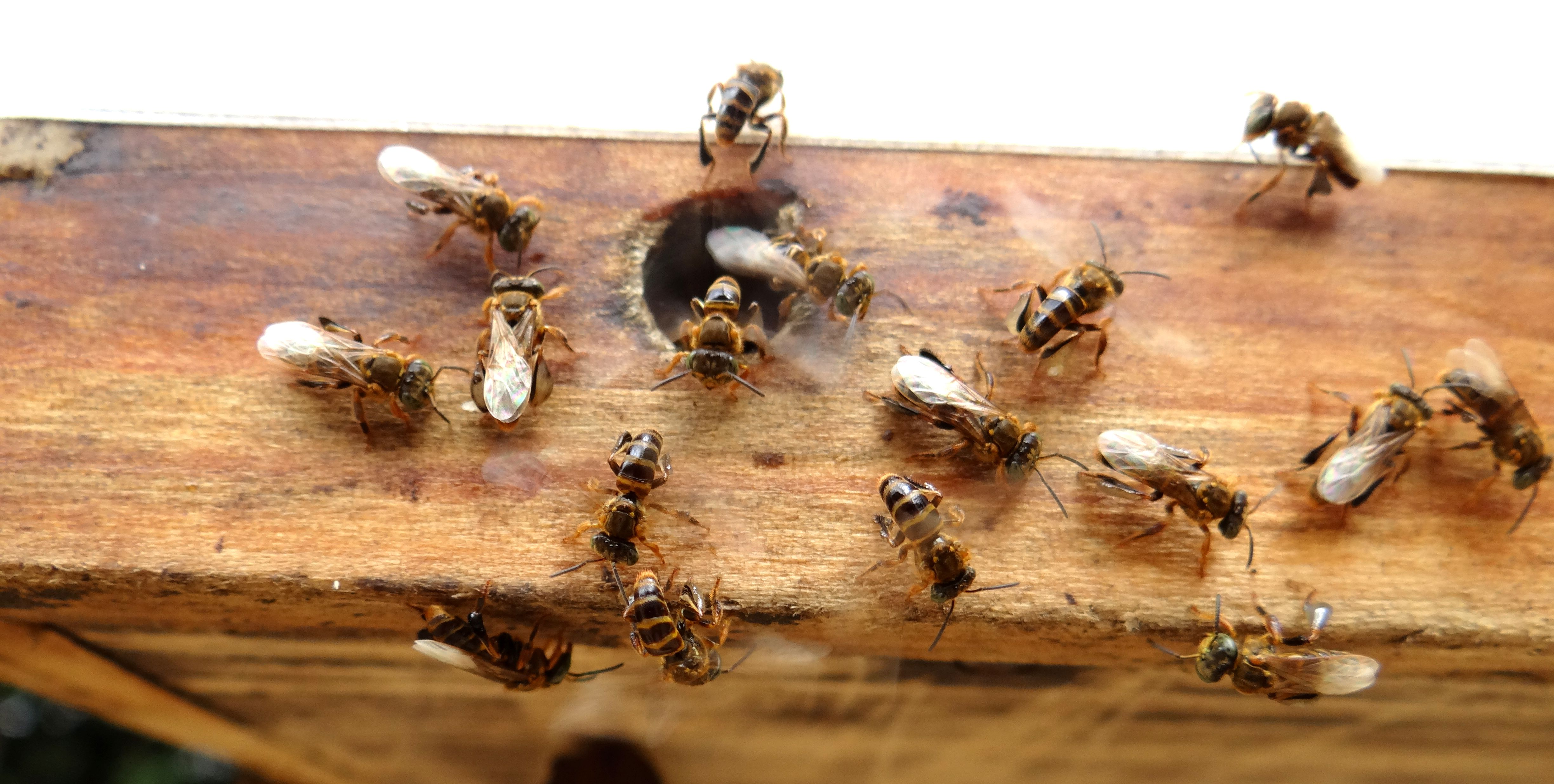
Élevage de mélipones dans un méliponaire au Brésil

### Répartition géographique
La pratique est très développée dans les pays tropicaux, particulièrement en Amérique centrale et au Brésil où les aborigènes élèvent historiquement les abeilles (Mayas et Nahuas). La municipalité de Cuetzalan (en), au Mexique, est un sanctuaire de la pisilnekmej (« petite abeille », nom local de la Scaptrotigona mexicana) depuis 2011 et sa coopérative produit 3 000 litres par an en 2017.
La méliponiculture de centaines de colonies de l'espèce Melipona beecheii fournit du miel et de la cire pendant plusieurs siècles pour l'exportation vers l'Europe.

## Formation à l'apiculture
Il existe en France un certificat de spécialisation agricole en apiculture.

## La ruche connectée

L’amplitude des vibrations au cours d’une année sur le cadre central d’une ruche. On note que le spectre de vibration atteint un pic tous les 21-26 jours, ce qui correspond au cycle de développement du couvain d’ouvrières (21 jours) et au début d’une nouvelle ponte sur le cadre par la reine. Ainsi, plusieurs générations d’ouvrières sont produites entre mars et septembre alors qu’aucune n’est détectée en hiver (novembre à février).

L’évolution des nouvelles technologies (miniaturisation des capteurs et des transpondeurs, amélioration des performances des technologies électroniques…) a permis de multiplier le nombre de mesures sur le comportement des abeilles et l’état de développement de leurs colonies, notamment en équipant les ruches et les insectes d'un certain nombre de microtechnologies.
Trois types d’utilisateurs emploient aujourd’hui les ruches instrumentées de capteurs : les scientifiques, les apiculteurs et les collectivités. À l'Institut de l'abeille (ITSAP), les scientifiques tentent de mieux comprendre les comportements, les traits d’histoire de vie, leur chronologie, ainsi que leurs variations selon le contexte environnemental, ou à la suite de l’effet induit par une exposition à un facteur de stress. En équipant leurs ruches, les apiculteurs peuvent juger à distance de l’état de développement de leurs colonies, la quantité de couvain présent, le poids des ruches, l’activité de butinage etc. Enfin les collectivités ou sociétés privées les utilisent pour surveiller la « santé » des colonies considérant qu’ainsi la qualité du milieu est évaluée.

## Chiffres de la filière apicole

### Production de miel
| Produit | 1964 | 1969 | 1974 | 1979 | 1984 | 1989 | 1994 | 1999 | 2004 |
| ------- | ---- | ---- | ---- | ---- | ---- | ---- | ---- | ---- | ---- |
| cire    | 30   | 37   | 41   | 44,5 | 47,5 | 47   | 52   | 57,5 | 60   |
| miel    | 752  | 756  | 793  | 906  | 995  | 1146 | 1118 | 1237 | 1374 |

### Filière apicole en France
En France métropolitaine, le recensement agricole de 2010 a dénombré 41 850 apiculteurs détenant au moins une ruche, 12 000 apiculteurs dont l'activité s'exerce dans une exploitation agricole ou possédant au moins dix ruches. La profession compterait 800 000 ruches et 14 800 tonnes de miel par an, pour environ 2 000 professionnels, certains exploitant plus de 200 ruches. Cela représente 2,6 % des apiculteurs et près de 50 % des ruches en France. Les petits apiculteurs possédant moins de dix ruches étaient plus de 53 000 en 2005. Un audit réalisé pour FranceAgriMer fait état pour 2010 de 1 074 200 ruches déclarées et 18 330 tonnes de miel par an, ce qui souligne la relativité des chiffres avancés et la difficulté d'établir des estimations fiables.

#### Filière apicole dans le monde
- Apiculture en Australie

- Apiculture au Brésil

- Apiculture aux États-Unis

- Apiculture en Hongrie

- Apiculture au Mexique

- Apiculture en Turquie

- la Suisse est le pays où la densité géographique des ruches déclarées est la plus élevée, mais la majorité des exploitants sont amateurs et ne possèdent que peu de ruches.

## L'apiculture dans la mythologie et les religions
Divers auteurs antiques évoquent la tradition de la bugonia, un rituel attribué aux anciens Égyptiens fondé sur la croyance que les abeilles peuvent naître du cadavre d'un bovin.
Dans la mythologie grecque, c'est le berger Aristée qui le premier éleva des abeilles.
Dans la Bible, le terme abeille est cité dans le Livre des Juges (ainsi que dans le livre sapiental de Ben Sirac le Sage), mais le miel est quant à lui très présent, en général pour évoquer sa douceur ou l'énergie qu'il procure. Dans l'Exode (3.8), Dieu promet au peuple d’Israël « un pays où coulent le lait et le miel ». Dans le livre des Proverbes « les paroles aimables sont un rayon de miel : douces au palais, elles redonnent des forces ». Le miel, issu d'abeilles sauvages, n'intervient que rarement dans le récit proprement dit, dans le Livre des Juges et le premier livre de Samuel,, également dans la description de saint Jean Baptiste dans l’évangile de Saint Matthieu « [portant] un vêtement de poils de chameau, et une ceinture de cuir autour des reins ; [ayant] pour nourriture des sauterelles et du miel sauvage ».
Dans le Coran, au VIIe siècle, la seizième sourate, a pour nom « An-Nahl », Les Abeilles, en référence aux versets 68 et 69 où sont évoqués la domestication des abeilles et les bienfaits du miel.
Dans de nombreux pays européens, il existe une tradition d'annonce aux abeilles qui enjoint aux apiculteurs d'annoncer les évènements importants de leur vie aux abeilles, afin qu'elles ne quittent pas leurs ruches en particulier lors d'un décès.

## Personnalités liées à l'apiculture
- Saint Ambroise (340-397) : évêque de la ville de Milan, saint patron des apiculteurs, des abeilles et de la ville de Milan.
- François Huber (1750-1831) : naturaliste suisse ayant fait des découvertes importantes sur la vie des abeilles. C'est lui qui décrivit le premier le vol nuptial. Pour faire ses expériences, il mit au point une ruche à cadre mobile.
- Charles Darwin (1809-1882) : dans son ouvrage sur l'origine des espèces, « On the origin of species by Means of Natural Sélection or the Preservation of Favoured Races in the Struggle for life », Darwin parle de l'abeille qu'il a étudiée longuement, en particulier son instinct de bâtisseuse extraordinaire. Il démontre ainsi (chapitre VII) que l'abeille construit ses alvéoles par sélection naturelle, en gagnant en solidité, et en économisant la place et la matière première. Ainsi, la forme complexe et sophistiquée des alvéoles ne serait pas un hasard mais une nécessité.
- Lorenzo Langstroth (1810-1895) : révérend américain, mit au point sa ruche en 1860, c'est actuellement une des plus répandues au monde.
- Jan Dzierżon (1811-1906) : en 1845 découvrit la parthénogenèse chez les abeilles.
- Charles Dadant (1817-1902) : né en France, il gagna les États-Unis en 1863, où il mit au point la ruche portant son nom. La société familiale qu'il fonda perdure toujours après cinq générations.
- Georges de Layens (1834-1897) : botaniste et apiculteur français, célèbre pour ses nombreux ouvrages. Il a donné son nom à un type de ruche horizontale.
- Jean-Baptiste Voirnot (1844-1900) : abbé français, créateur de la ruche Voirnot.
- Gaston Bonnier (1853-1922) : célèbre botaniste français qui a travaillé avec G. De Layens sur des ruchers expérimentaux, et dont les observations furent des références dans ce domaine.
- Ursmar Baudoux (Binche 1867-1934), d'origine belge : il augmenta la capacité des cellules, mit au point des instruments de mesure et « créa » des abeilles plus grandes, ayant une langue plus longue qui permit de récolter davantage de nectar[82].
- Émile Warré (1867-1951) : abbé français ayant mis au point la ruche portant son nom après avoir étudié tous les types de ruches disponibles à son époque. Il en eut trois-cent-cinquante, et au minimum dix à douze par modèle, placées dans des situations identiques, même rucher, même direction.
- Jean Hurpin (1883-1967) : débuta en apiculture en 1900. Il fonda en 1920, avec l’instituteur Jean Guerre, le journal « L’Abeille de France et l’apiculteur ». Il perfectionna la ruche De Layens et publia de nombreux ouvrages apicoles.
- Karl von Frisch (1886-1982) : zoologiste et éthologiste autrichien ayant décrypté le langage des abeilles, notamment leurs danses de localisation des sources de nectar. Prix Nobel de médecine 1973.
- Frère Adam (1898-1996) : moine né en Allemagne, infatigable voyageur apicole, et auteur de nombreux ouvrages, il créa, par croisement des meilleures souches, l'abeille Buckfast.